# Henri de Toulouse-Lautrec
« Toulouse-Lautrec » redirige ici. Pour les autres significations, voir Lautrec.
Pour les articles homonymes, voir Toulouse (homonymie) et Lautrec.
Henri de Toulouse-Lautrec, né le 24 novembre 1864 à Albi et mort le 9 septembre 1901, au château Malromé, à Saint-André-du-Bois, est un peintre, dessinateur, lithographe, affichiste et illustrateur français.

## Biographie

### Jeunesse

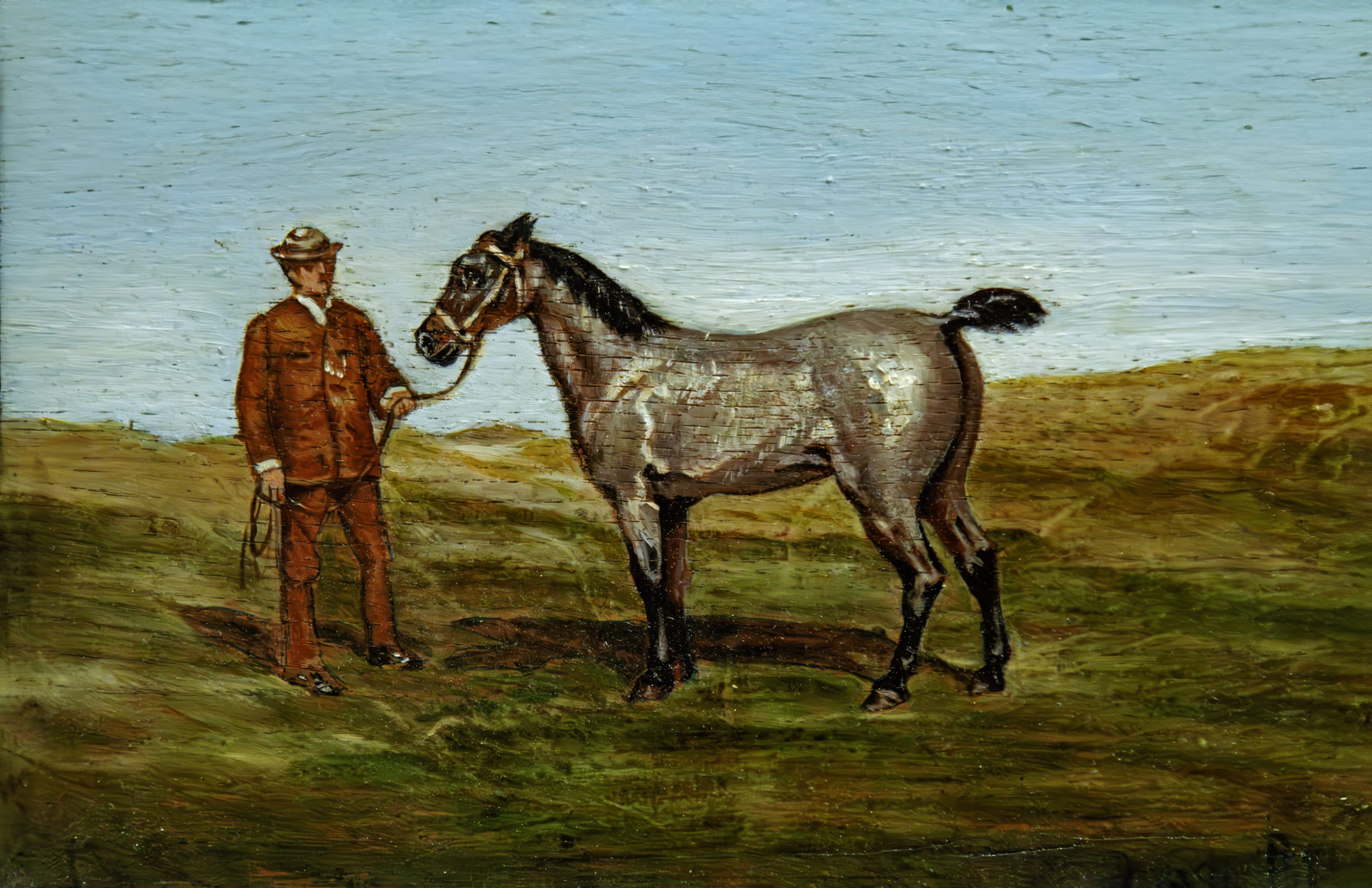
Bruno, 1878 premier tableau à l'âge de 14 ans - Musée Toulouse-Lautrec

Henri de Toulouse-Lautrec, fils d'Alphonse Charles de Toulouse-Lautrec-Monfa (14 août 1838 - 4 décembre 1913) et d'Adèle Zoë Tapié de Céleyran (23 novembre 1841 - 31 janvier 1930), est né dans une ancienne famille noble du sud-ouest de la France. Les sources les plus récentes la font descendre des vicomtes de Lautrec. Elle vit comme une famille aisée de la noblesse de province.
Au XIXe siècle, les mariages dans la noblesse se faisaient couramment entre cousins afin d'éviter la division des patrimoines et l'amoindrissement de la fortune. Ce fut le cas des parents d'Henri, Alphonse Charles de Toulouse-Lautrec-Monfa et Adèle Zoë Tapié de Céleyran, cousins au premier degré. Ils ont eu deux garçons, Henri, l'aîné et, quatre ans plus tard, son frère Richard-Constantin, qui meurt un an après. Henri grandit entre Albi, dans le Tarn, le château du Bosc (demeure de ses grands-parents et aussi de son enfance), dans l'Aveyron et le château de Celeyran, dans l'Aude.
L'incompatibilité d'humeur entre les deux parents entraîne leur séparation à l'amiable en 1865 et Henri reste sous la garde de sa mère.

### Problèmes de santé et infirmité

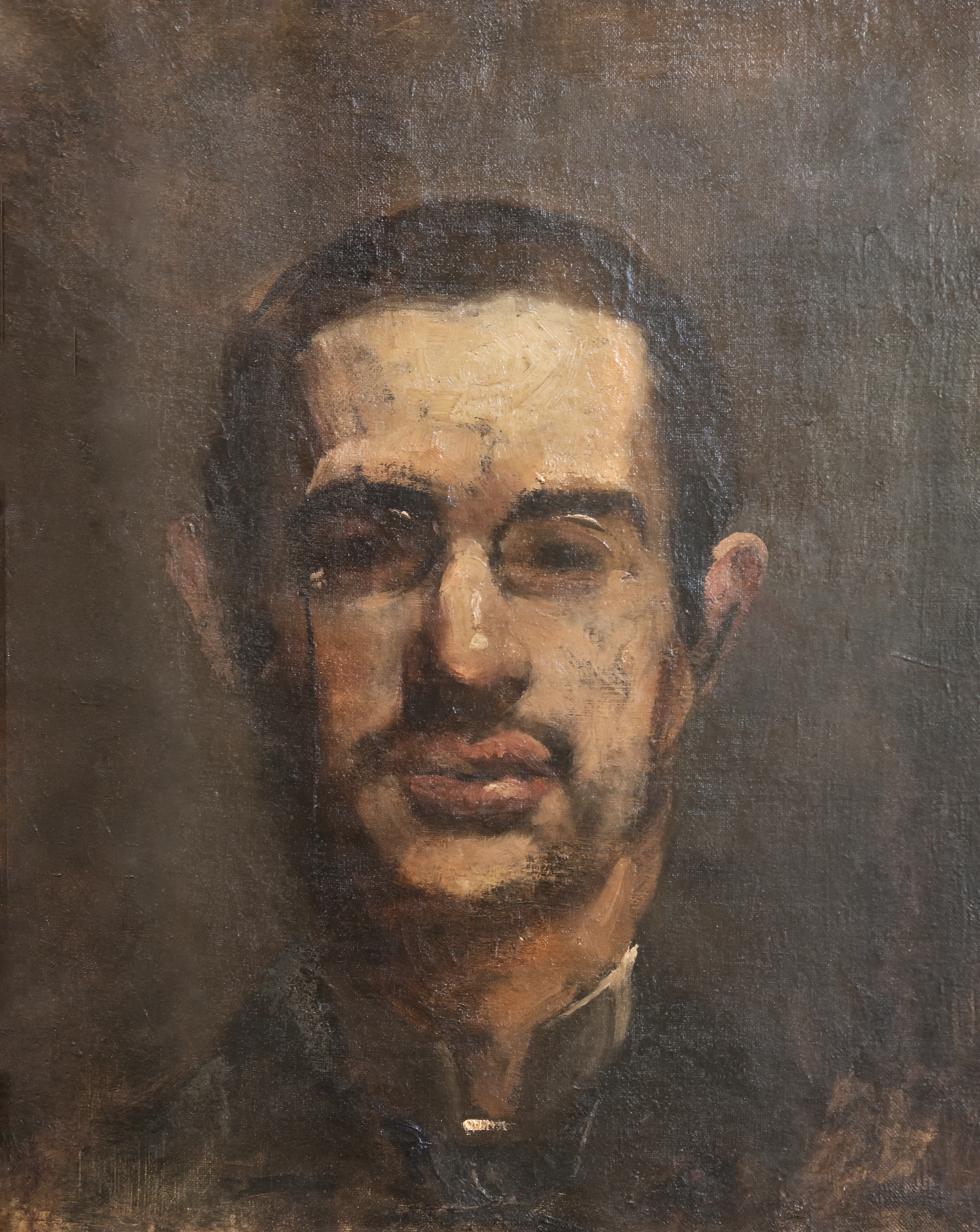
Maxime Dethomas, Portrait de Toulouse Lautrec, tête nue, de face, huile sur toile, 1883, musée Toulouse-Lautrec.

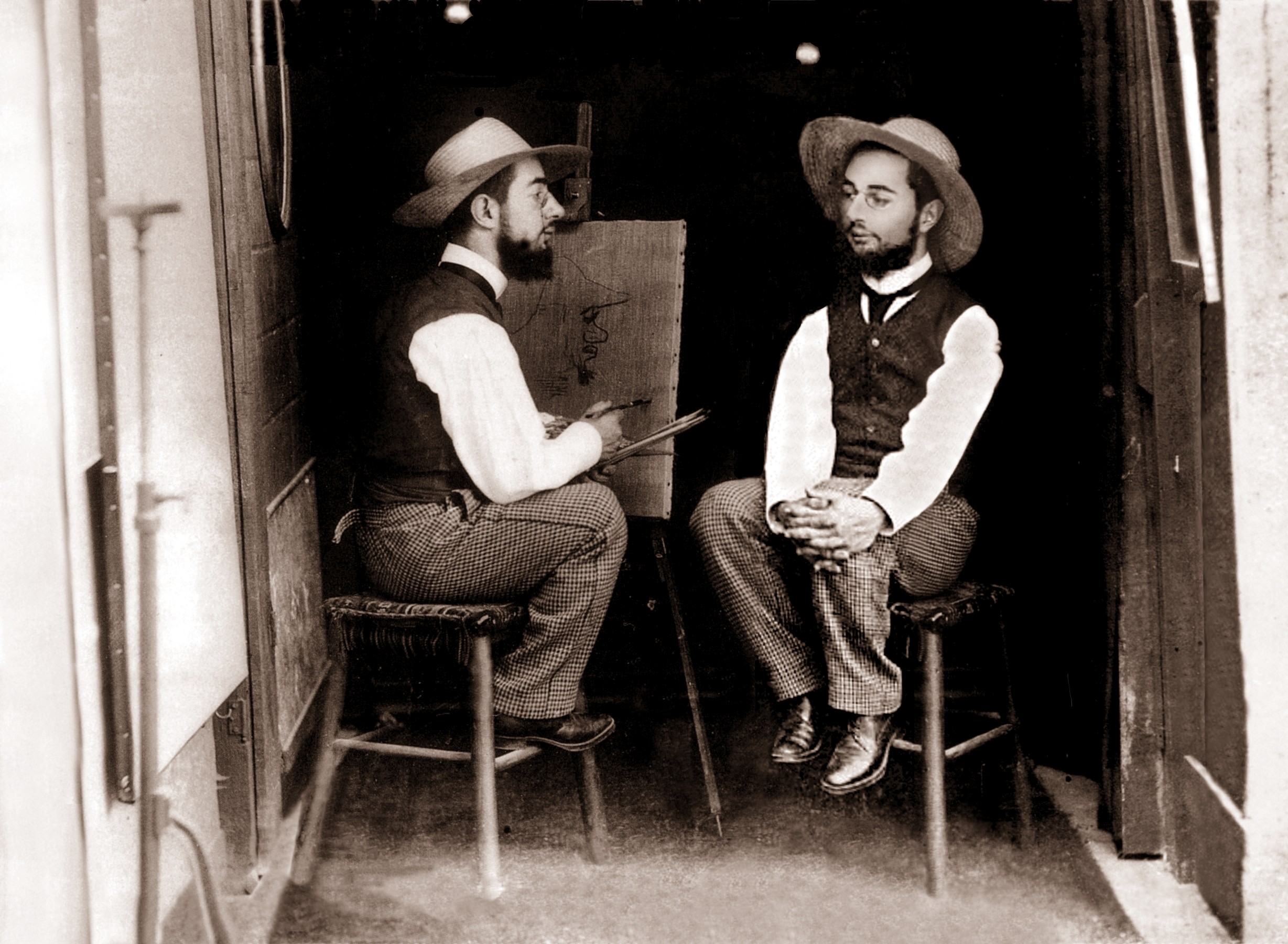
Photomontage par Maurice Guibert (vers 1891).

Henri de Toulouse-Lautrec a une enfance heureuse jusqu'au moment où se révèle, en 1874, une maladie qui affecte le développement des os, la pycnodysostose, maladie génétique, qui pourrait être due à la consanguinité de ses parents,. Ses os sont fragiles et, le 30 mai 1878, il trébuche et tombe. Le médecin diagnostique le fémur gauche brisé et, en raison de sa maladie, la fracture se réduit mal. Entre mai 1878 et août 1879, il souffre de cette fracture du fémur bilatérale qui aggrave son retard de croissance : il ne dépassera pas la taille de 1,52 m. On essaye de le guérir au moyen de décharges électriques et en lui plaçant à chaque pied une grande quantité de plomb.
Comme toujours dans cette affection, son tronc est de taille normale, mais ses membres sont courts. Il a les lèvres et le nez épais. Il zézaye et en jouera, plus tard, faisant le provocateur dans les salons. Il se fera photographier nu sur la plage de Trouville-sur-Mer, en enfant de chœur barbu, ou avec le boa de Jane Avril (dit « Mélinite »), tout en étant très conscient du malaise que suscite son exhibitionnisme.
Élève au lycée Fontanes (devenu lycée Condorcet), il échoue en 1881 au baccalauréat à Paris, mais il est reçu à Toulouse à la session d'octobre. C'est alors qu'il décide de devenir artiste. Soutenu par son oncle Charles et par René Princeteau, un ami de son père peintre animalier, soutenu aussi par les deux frères dessinateurs et sculpteurs Arthur du Passage et Charles du Passage,, il finit par convaincre sa mère. De retour à Paris, il étudie la peinture auprès de René Princeteau, dans son atelier au 233, de la rue du Faubourg-Saint-Honoré, puis en avril 1882 dans l'atelier de Léon Bonnat, et en novembre 1882 dans celui de Fernand Cormon où il reste jusqu'en 1886 et y fréquente Vincent van Gogh, Émile Bernard, Louis Anquetin et Adolphe Albert, un militaire voulant devenir peintre, avec qui il sera très lié.

### Vie parisienne

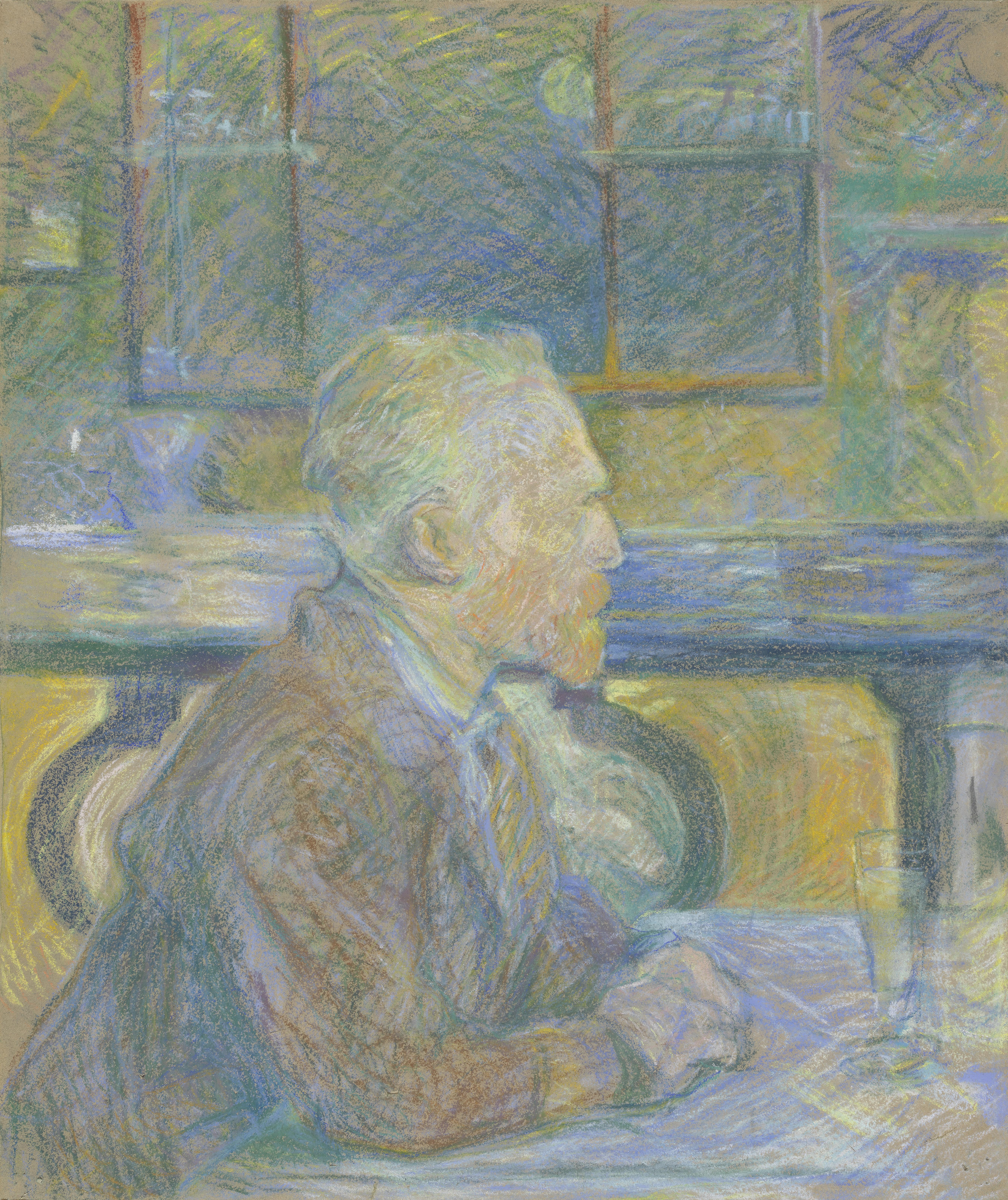
Portrait de Vincent van Gogh (1887), Amsterdam, musée Van Gogh.

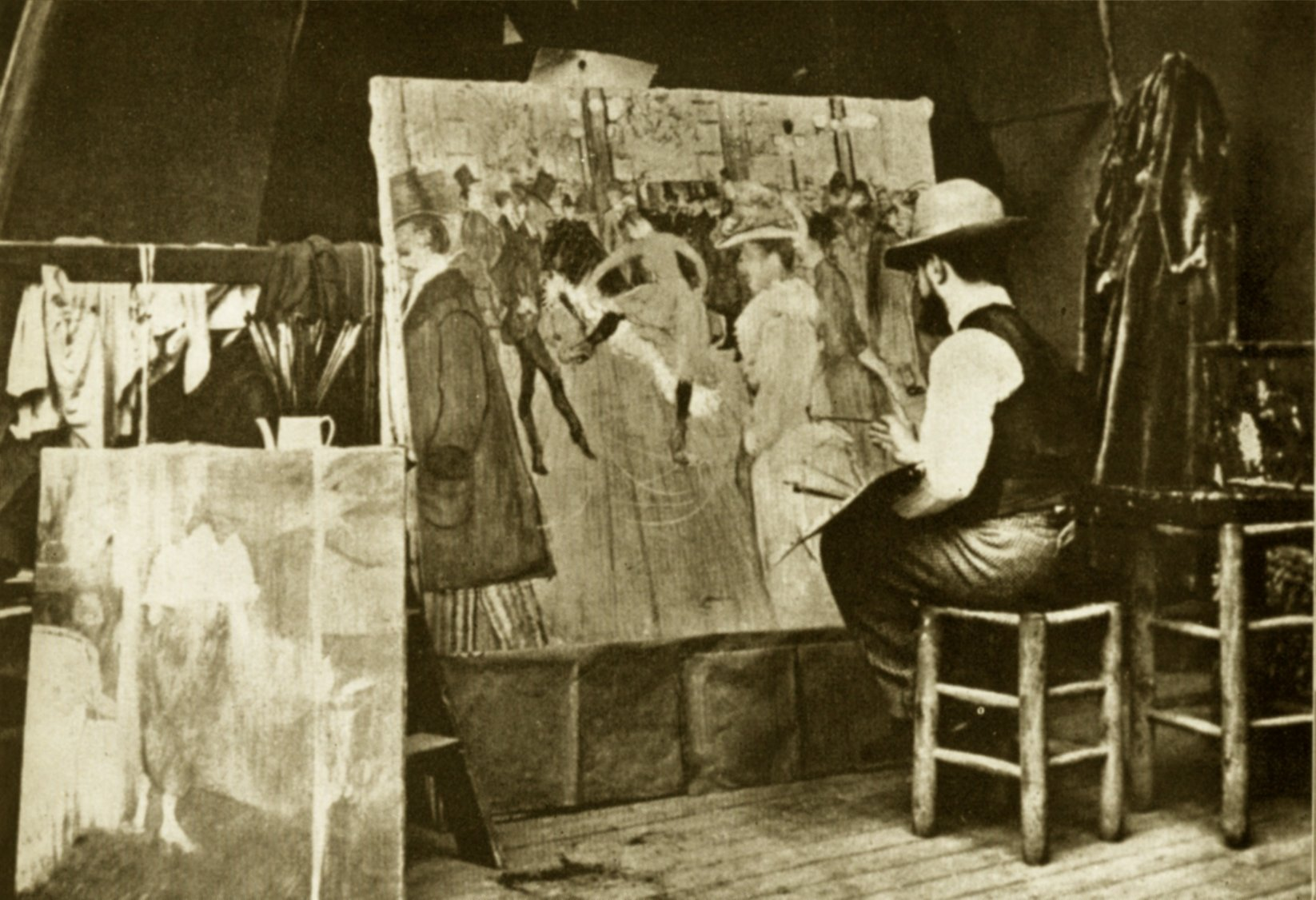
Toulouse-Lautrec en train de peindre La Danse au Moulin-Rouge en 1890.

Toulouse-Lautrec a vécu pour son art. Peintre du postimpressionnisme, illustrateur de l’Art nouveau et remarquable lithographe, il a croqué le mode de vie de la Bohème parisienne à la fin du XIXe siècle. Au milieu des années 1890, il a contribué par des illustrations à l'hebdomadaire humoristique Le Rire.
Considéré comme « l’âme de Montmartre », le quartier parisien où il habite depuis son installation en 1884 au 5 rue Tourlaque, puis au 19 bis, rue Fontaine, ses peintures décrivent la vie au Moulin-Rouge et dans d’autres cabarets et théâtres montmartrois ou parisiens. Il peint Aristide Bruant mais aussi la prostitution à Paris à travers les maisons closes qu’il fréquente et où, peut-être, il contracte la syphilis. Il a notamment une chambre à demeure à La Fleur blanche. Trois des femmes connues qu’il a représentées sont Jane Avril, la chanteuse Yvette Guilbert et Louise Weber, plus connue sous le nom de La Goulue, danseuse excentrique qui a importé le cancan d'Angleterre en France. Il va souvent au café du Tambourin, tenu par la modèle italienne Agostina Segatori, où il peint en 1887 le Portrait de Vincent van Gogh (Amsterdam, musée Van-Gogh).
Toulouse-Lautrec a donné des cours de peinture et encouragé les efforts de Suzanne Valadon, un de ses modèles et aussi probablement sa maîtresse. Il l'a représentée dans Portrait de Suzanne Valadon, de 1885.

### Mort

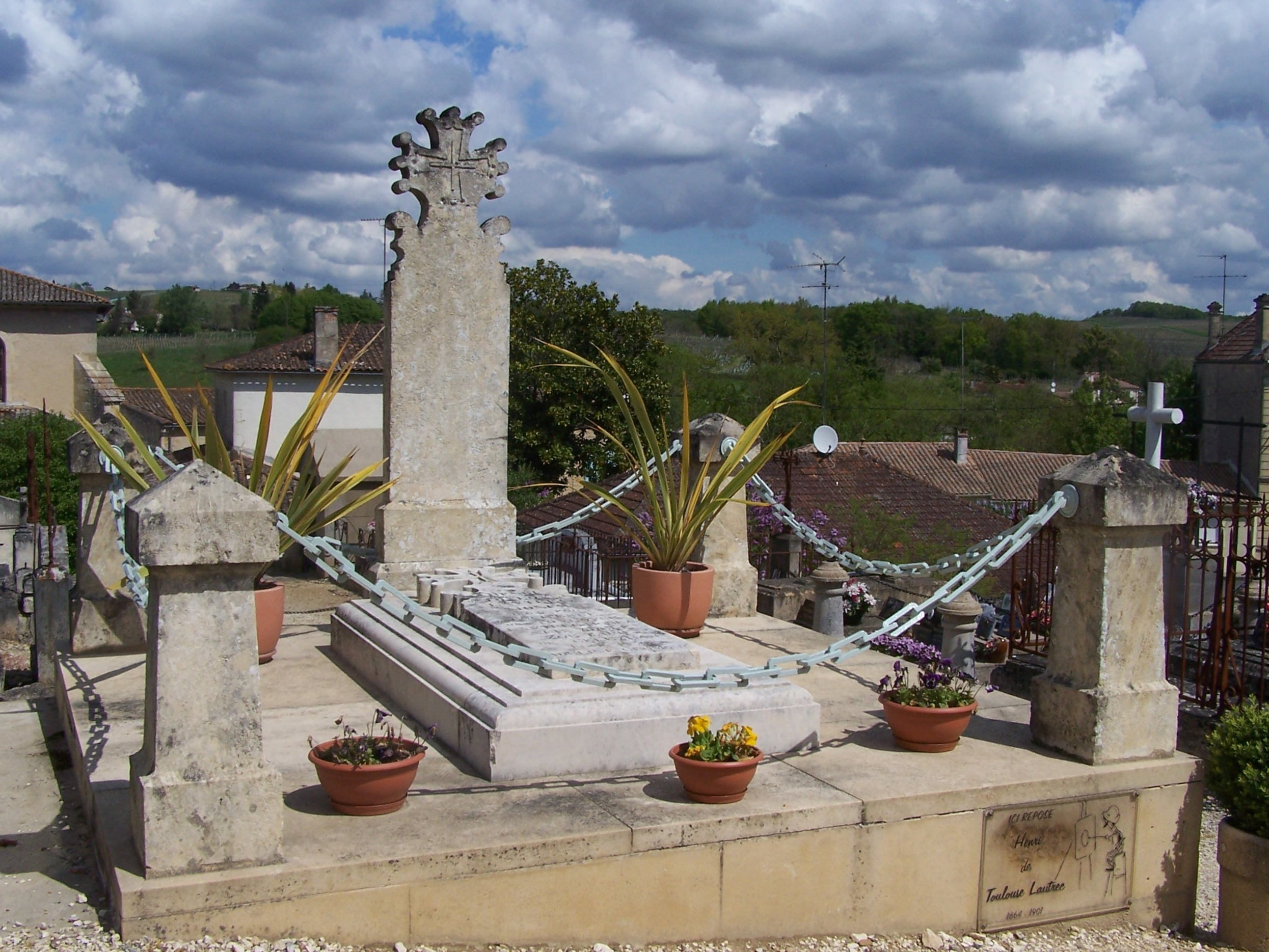
La tombe de Toulouse-Lautrec à Verdelais, simple dalle que surplombe la croix occitane.

Alcoolique pendant la plus grande partie de sa vie d’adulte, il a l'habitude de mélanger à son absinthe quotidienne du cognac, au mépris des convenances de l'époque. Il utilise notamment le subterfuge d'une canne creuse qui cache une longue fiole contenant une réserve d'alcool, dévissant le pommeau dans lequel est rangé un verre à pied.
En mars 1899, il est interné sur intervention de sa mère, dans une maison de santé de Neuilly, la folie Saint-James, pour le sevrer de son alcoolisme et pallier les complications de sa syphilis, la paralysie générale. La clinique privée est dirigée par l'aliéniste René Semelaigne, arrière-petit-neveu et apologiste de Philippe Pinel, et offre toutes les techniques les plus modernes mises au point par Jean-Martin Charcot et développées par Paul Sollier, telles que l'hydrothérapie. Au cours de ces deux mois entre la rive de la Seine et le Bois de Boulogne, il dessine et fait un célèbre tableau de « son gardien ».
En mars 1901, un accident vasculaire cérébral le laisse paralysé des jambes et le condamne à la chaise roulante. Le 15 août 1901, il est victime d'une attaque d'apoplexie, à Taussat, qui le rend hémiplégique. Sa mère l'emmène au château de Malromé où il meurt le 9 septembre 1901. Il est inhumé dans le cimetière de Verdelais (Gironde) à quelques kilomètres de Malromé.
Ses derniers mots sont pour son père, présent au moment de sa mort, faisant allusion aux goûts de cet aristocrate fantasque et passionné de chasse : « Je savais, papa, que vous ne manqueriez pas l'hallali. » On cite aussi sa réaction lapidaire voyant son père, chasseur dans l'âme, tentant de toucher une mouche qui vole sur le lit de mort de son fils avec l'élastique d'une de ses bottines : « Le vieux con ! »
Au Musée Toulouse-Lautrec d'Albi, il est fait allusion aux dernières paroles de l'artiste adressées à sa mère. Les relations que Lautrec entretenait avec son père ont été sujettes à de nombreuses divagations[réf. nécessaire]. Le peintre n'a pas été un artiste maudit par sa famille, bien au contraire. Son père écrit à Gabrielle de Toulouse-Lautrec, sa mère et donc la grand-mère paternelle du peintre, le soir de la mort de son fils : « Malromé, 9 septembre 1901 : Ah chère Maman, que de tristesses. Dieu n'a pas béni notre union. Que sa volonté soit faite, mais c'est bien dur de voir renverser l'ordre de la nature. J'ai hâte de vous rejoindre après le triste spectacle de l'agonie longue de mon pauvre enfant si inoffensif, n'ayant jamais eu pour son père un mot enfiellé. Plaignez-nous. Alphonse. »

## Postérité
Après la mort de Toulouse-Lautrec, son ami intime, protecteur et marchand de tableaux pour Goupil & Cie, Maurice Joyant souhaite mettre en valeur son œuvre avec l'accord d'Adèle de Toulouse-Lautrec, la mère de l'artiste. Ensemble, ils financent la création d'un musée à Albi, ville natale du peintre, et offrent leur précieuse collection de tableaux. Ce musée est installé dans le palais de la Berbie, un ancien palais épiscopal datant du XIIIe siècle.

## Son art
Malgré une vie courte et marquée par la maladie, l’œuvre du peintre est très vaste : le catalogue raisonné de ses œuvres, publié en 1971 par l'historienne d'art Madeleine Grillaert Dortu, énumère 737 peintures, 275 aquarelles, 369 lithographies (y compris les affiches qui l'ont rendu célèbre) et 4 784 dessins (sans compter les dessins érotiques),.
Dans sa jeunesse, les chevaux constituent pour lui un sujet habituel. Depuis l’enfance, il aime l’équitation et doit y renoncer à cause de sa maladie. Il a continué à faire vivre dans ses œuvres sa passion pour les chevaux.
Au début de sa carrière, il peint quelques nus masculins comme exercices, mais ses meilleurs nus représentent des femmes. En général, il préfère partir d’ébauches, mais beaucoup de ses nus doivent avoir été faits d’après nature. D’habitude ses modèles ne sont pas de belles jeunes filles, mais des femmes qui commencent à vieillir. Pour peindre ce genre de tableaux, il s’inspirait d’Edgar Degas.
Il ne cessait de dessiner : quelques dessins sont des œuvres en eux-mêmes, mais beaucoup sont des ébauches pour des peintures ou des lithographies. Quelquefois ses dessins ressemblaient à des caricatures qui, en quelques traits, rendaient un geste ou une expression ; pour les réaliser, il employait divers moyens (crayon, encre, pastel et fusain).
Bien que ne pratiquant pas lui-même la photographie, il compte parmi ses amis et compagnons d'amusement le photographe professionnel Paul Sescau et les photographes amateurs Maurice Guibert et François Gauzi. Il se fait photographier régulièrement par eux et aime se déguiser. Il s'est servi de photos de ses modèles ou de personnages comme base de certaines œuvres. La spontanéité et le sens du mouvement de ses compositions viennent souvent de l'instantané photographique.
Toulouse-Lautrec, tout comme Gauguin, les peintres nabis ou Steinlen, réalise aussi bien des tableaux pour les galeries d'art que des illustrations pour des magazines bon marché vendus en kiosque. Il crée 369 lithographies dont 36 affiches, inventant une technique de spray originale, consistant à gratter une brosse à dents chargée d'encre ou de peinture avec un couteau. En tant qu'illustrateur, Toulouse-Lautrec a réalisé des affiches devenues célèbres et, partie moins connue de son œuvre, il a également illustré une quarantaine de chansons, des succès principalement interprétés dans les trois grands cabarets parisiens de l'époque : le Moulin-Rouge, le Mirliton d'Aristide Bruant.
N’ayant pas besoin d’exécuter des œuvres de commande, Lautrec choisit des sujets qu'il connaît bien ou des visages qui l’intéressaient et, comme il fréquentait des gens de toutes sortes, ses tableaux couvrent une vaste gamme de classes sociales : nobles et artistes, écrivains et sportifs, médecins, infirmières et figures pittoresques de Montmartre. Beaucoup de ses tableaux (tel le Salon de la rue des Moulins) montrent des prostituées parce qu’il les considérait comme des modèles idéaux pour la spontanéité avec laquelle elles savaient se mouvoir, qu’elles fussent nues ou à moitié habillées. Il peignait leur vie avec curiosité, mais sans moralisme ni sentimentalisme et, surtout, sans chercher à leur attribuer le moindre caractère fascinant. Allant au bordel aussi bien par plaisir que par nécessité (en raison de son handicap, il y trouve une vraie affection, si bien qu'il se démarque en donnant à voir des images sans jugement moralisateur et sans voyeurisme). Véritable mascotte des prostituées, ces dernières lui ont donné le surnom de « cafetière » en raison de son priapisme ou de la proportion d'un de ses organes sexuels.
Son ami Henri Rachou (1856-1944) a peint son portrait, en 1883.
Toulouse-Lautrec a produit de nombreux portraits féminins, notamment des femmes du peuple, des travailleuses, qu'il a peint avec beaucoup d'humanité et une certaine vérité. En effet, Lautrec peint "vrai et non idéal". "Les modèles féminins de Toulouse-Lautrec se définissent dès le milieu des années 1880 par le flottement de leur statut et de leur identité". Carmen Gaudin est l'un des modèles féminins favoris de Lautrec. Cette femme sans artifice est une ouvrière de Montmartre, tout d'abord rencontrée dans la rue par Rachou lui-même. Son "air carne" mais surtout sa chevelure rousse flamboyante indomptée avait alors fasciné l'artiste. Entre 1884 et 1889, Carmen l'obsède. Il la représente de face, de profil, de dos, tête baissée, avec une sorte de giration photographique, saisissant l'expression butée et farouche de la jeune femme. Marie-Clémentine Valadon, modèle, entre autres, pour Puvis de Chavannes et Auguste Renoir, posait sous le nom de "Maria". En 1884-1885, Lautrec cherche un modèle pour des scènes de cirque. Maria qui avait été écuyère devient le modèle de Lautrec, qui la surnomme Suzanne Valadon parce qu'elle posait pour des peintres âgés. Elle devient alors la muse et maîtresse de Lautrec.

## Toulouse-Lautrec et le cirque
À la fin du XIXe siècle, les spectacles circassiens sont très nombreux en France, Toulouse-Lautrec a régulièrement visité les cirques itinérants de province et les cirques stables de Paris. Dans les quartiers populaires de Paris, seuls deux cirques sont présents : le Cirque d'Hiver à Paris et le cirque Fernando à Montmartre. Dans les quartiers huppés parisiens, plusieurs cirques proposent des mises en scène spectaculaires comme l'Hippodrome avec ses fameuses courses de char, le Cirque d'été près des Champs-Élysées, le Cirque Molier Rue Benouville et le Nouveau Cirque, où se produit Chocolat, rue Saint-Honoré.
René Princeteau, peintre sourd-muet et ami du cercle familial de Toulouse-Lautrec, est chargé par le père de l'artiste de lui enseigner l'art de la peinture et du dessin. En effet, René Princeteau possédait un don exceptionnel pour la peinture et le dessin de chevaux et de chiens. Au début des années 1880, il a fait découvrir à Toulouse-Lautrec le cirque Fernando, situé en haut de la rue des Martyrs à Paris. Le père de Toulouse-Lautrec, aristocrate passionné par l'univers des chevaux, avait emmené fréquemment son fils au cirque Molier lorsque la famille s'est installée à Paris en 1872.
Toulouse-Lautrec s'est passionné alors pour le cirque. Ce milieu lui rappelle l'anticonformisme de son cercle familial. Il est aussi attiré dans ces spectacles par les corps en mouvement, les performances athlétiques des artistes et les postures des animaux. L'univers du cirque l'intéresse aussi en raison des liens qui peuvent être noués avec le cirque antique et sa mise en pâture des corps meurtris et suppliciés donnés en spectacle.
L'autre attrait du cirque éprouvé par Toulouse-Lautrec relève de la mise en parallèle qui peut être tracée entre les corps des artistes circassiens en spectacle et son propre corps . « C'est un corps souffrant, qui dessine des corps souffrants », comme le souligne un des rédacteurs du catalogue de l'exposition « Le cirque au temps de Toulouse-Lautrec », au musée Raymond Lafage, qui a eu lieu à Lisle-sur-Tarn du 18 juin 2016 au 31 octobre 2016. « Le numéro impose sa douleur quotidienne au gré des répétitions : hypertrophie musculaire des bras, des jambes, arcature outrée des dos, des membres, rachitisme, au contraire, des corps voués à la voltige, à la légèreté imposée. » Cependant, Toulouse-Lautrec ne souhaite pas inspirer de la complaisance envers les artistes circassiens. « Le spectacle doit être facile, gracile et joyeux. » Comme le remarque un des rédacteurs du catalogue de l'exposition, « Le spectacle servirait-il à cacher… le spectacle, je veux dire, l'intime, celui de sa propre vie ? »
Toulouse-Lautrec se sent aussi proche des valeurs liées à l'univers circassien notamment la notion de liberté.
Au début de 1899, Toulouse-Lautrec est hospitalisé en raison de plusieurs désordres mentaux liés à différents maux dont l'alcoolisme. Il est interné dans la clinique du docteur Sémelaigne à Neuilly. Au mois de février 1899, pour prouver qu'il a bien recouvré sa santé mentale et sa capacité à travailler, il dessine de mémoire au crayon noir et aux crayons de couleurs une série de 39 dessins sur le cirque. Y sont représentés des amazones, des trapézistes, des clowns, des dresseurs d'ours et d'éléphant, des chevaux et des chiens savants. Les gradins sont dessinés vides. Le public est absent comme pour démontrer que le peintre est là contre son gré. Les médecins, éblouis par la cohérence de ces œuvres et la dynamique des mouvements représentée, l'ont laissé sortir le 17 mai 1899, reconnaissant ainsi l'état parfait de sa mémoire et sa remarquable technicité. Comme l'a si poétiquement dit Toulouse-Lautrec : « J'ai acheté ma liberté avec mes dessins. »
Federico Fellini, au sujet de cet ensemble d'œuvres, avait comparé Toulouse-Lautrec à Mozart. En effet, Mozart avait écouté dans la cathédrale de Milan, le Miserere de Gregorio Allegri, mais il était interdit de reproduire cette musique sous peine d'excommunication. De retour à son domicile, Mozart avait aussi passé la nuit à recopier, de mémoire, le requiem en entier.
D'autres peintres se sont intéressés au cirque. Le peintre Degas avait rendu célèbre le Cirque Fernando, avec son tableau, Miss Lala au cirque Fernando. Ultérieurement, plusieurs artistes s'intéresseront à cet univers circassien, comme Chagall, Matisse ou Picasso.

## Henri de Toulouse-Lautrec en vacances sur le bassin d'Arcachon
Lautrec séjourne la première fois à Arcachon en 1872, alors âgé de 8 ans, avec sa mère Adèle. À cette époque, son oncle Ernest Pascal étant préfet de Gironde, il profite de la présence de ses trois cousins, en location à Arcachon ou logeant au Grand Hôtel, pour jouer sur la plage et nager, malgré son handicap, notamment avec son cousin Louis qui a le même âge que lui.
À l’âge adulte, il rejoint quasiment tous les étés le bassin d'Arcachon, où il s’adonne avec ses amis à la pêche, à la voile, à la baignade, et autres plaisirs balnéaires, profitant de l’air salutaire à ses poumons fragiles.
En 1885, il découvre, grâce au médecin hygiéniste Henri Bourges, qui l’héberge à Paris, le village de Taussat (commune de Lanton) alors que ce médecin rejoint un confrère le docteur Robert Wurtz qui séjourne dans la vaste propriété familiale s’étendant entre Andernos et Taussat.
Alors que la famille Pascal, en raison d'un revers de fortune en 1892, ne vient plus sur Arcachon, Henri de Toulouse-Lautrec s’arrange autrement et profite cette même année de l’hospitalité de Louis Fabre (1860-1923), magistrat originaire d’Agen, rencontré à Paris probablement vers 1890, et à qui Lautrec a fait acheter à Taussat la villa Bagatelle ainsi qu’un voilier baptisé Belle Hélène en hommage à la fiancée et future épouse de Fabre, Hélène Estève (1859- ?). Lautrec s’incrustera chez les Fabre sans complexe jusqu’à sa mort en 1901.
Son ami photographe, Maurice Guibert l’accompagne souvent à Arcachon ou à Taussat. Il expérimentera en 1896, la pêche avec des cormorans que son père Alphonse de Toulouse-Lautrec, authentique maître fauconnier, lui a appris à dresser dans sa jeunesse.
Lautrec connaît depuis longtemps un armateur bordelais ruiné, Paul Viaud (1846-1906), de 18 ans son aîné, qui sera chargé en 1899 par la famille Toulouse-Lautrec de veiller sur Henri, devenu alcoolique, miné par l’absinthe, et qui a dû être enfermé dans une maison de santé cette même année à Neuilly.
C’est bien à la villa Bagatelle, à Taussat en août 1901, que, fortement amaigri par une tuberculose contractée quelques mois auparavant, le peintre apparaît sur une dernière photographie. Victime d’attaques nerveuses qui le paralysent progressivement, il est emmené d’urgence à Malromé, où il s’éteindra le 9 septembre 1901.
Loin des lieux de plaisir parisiens, le peintre venait effectuer une sorte de cure, oubliant son handicap physique et retrouvant une autre joie de vivre. Les peintures faites lors de ses séjours sont loin des sujets montmartrois qui ont fait sa renommée et étaient destinées à remercier ses hôtes de leur accueil. L’histoire reconstituée de ses villégiatures sur le bassin d'Arcachon nous donne une vision beaucoup plus saine de ce personnage,.

## Œuvre
- Classement chronologique Commons Toulouse-Lautrec

Plusieurs inventaires de son œuvre ont été publiés au cours du siècle dernier. On relève le catalogue raisonné des peintures établi par Gabriele Mandel Sugana (1969-1986), puis pour les dessins par M. G. Dortu, l'inventaire des estampes par Jean Adhémar, et d'autres encore comme ceux établis par Loÿs Delteil (in: Le Peintre-graveur illustré, 1920) et Wolfgang Wittrock (1985).
Trois types de signatures sont à noter : HT Lautrec (au H et T conjoints), le monogramme HTL inscrit dans un cercle rouge ou noir, et un éléphant stylisé contenant le monogramme.

### Peintures

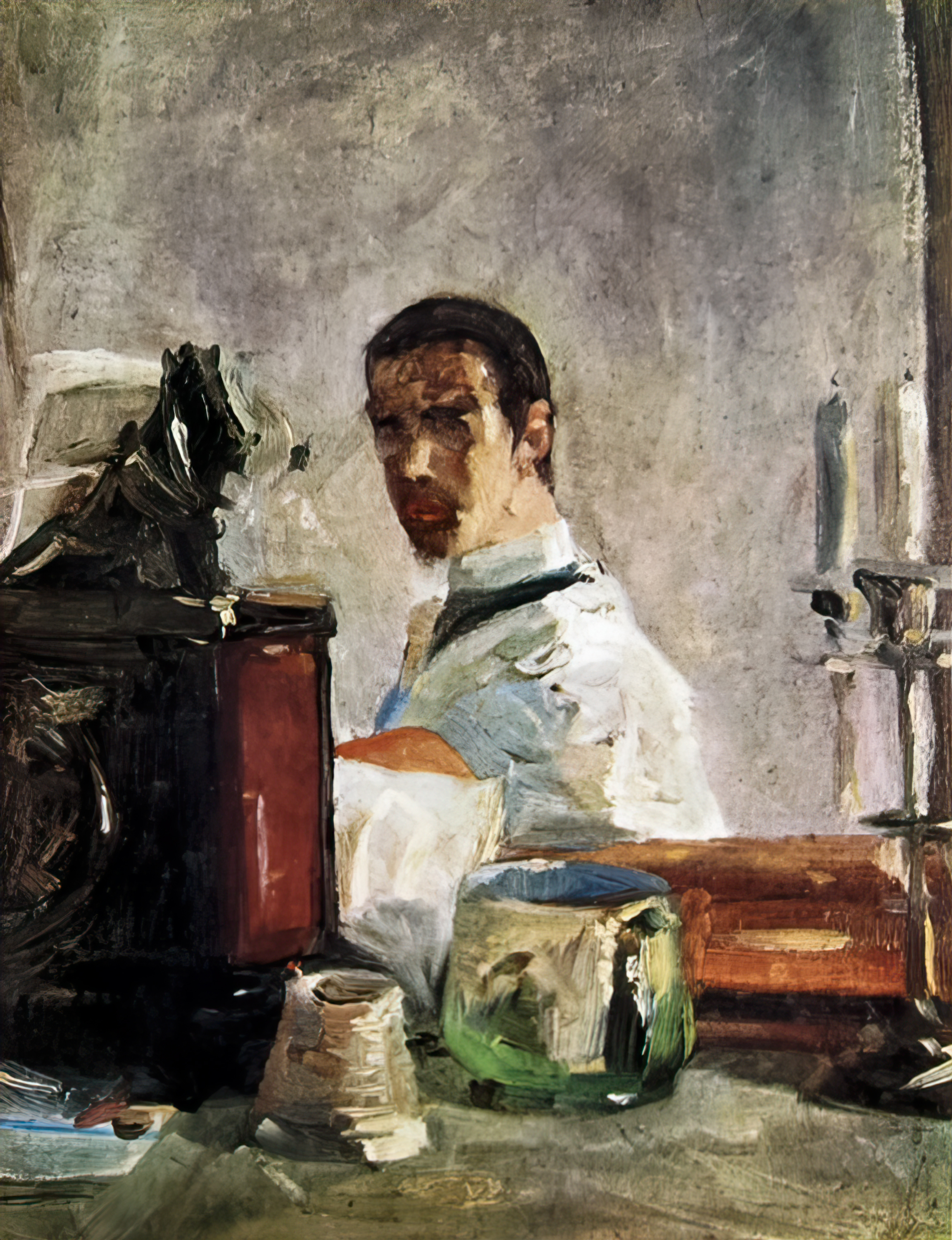
Autoportrait devant un miroir (1882), huile sur carton (40,5 × 32,5 cm), Albi, musée Toulouse-Lautrec.
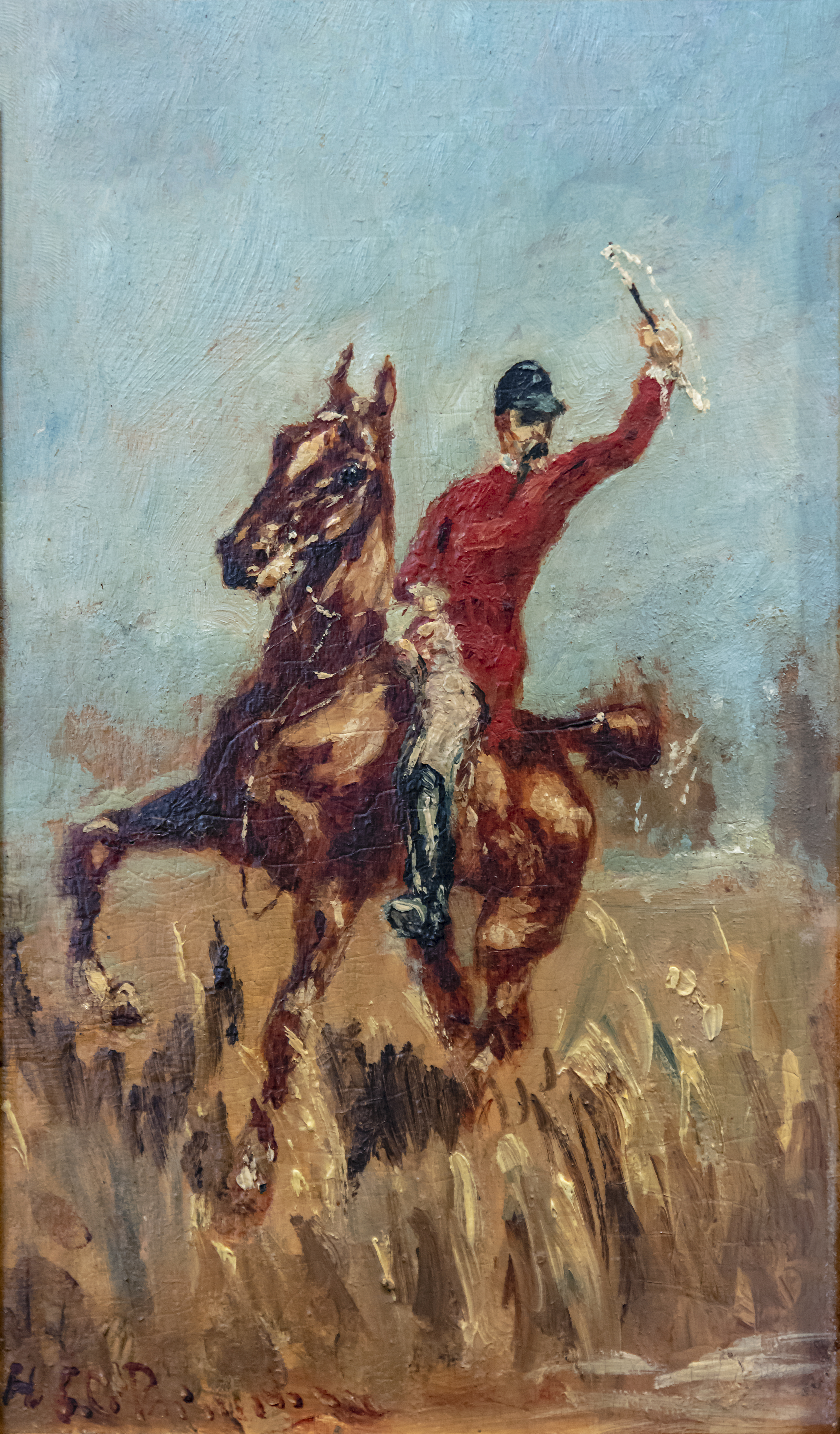
Le Maître d'équipage (1882), huile sur panneau (27 × 23,5 cm) Fondation Bemberg Toulouse
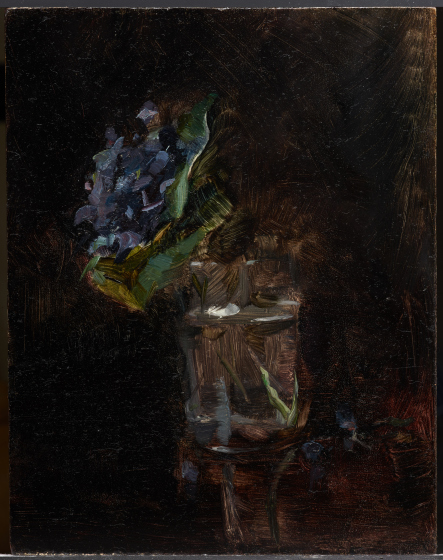
Bouquet de violettes dans un vase (1882), huile sur panneau (24 × 19 cm), Dallas Museum of Art.
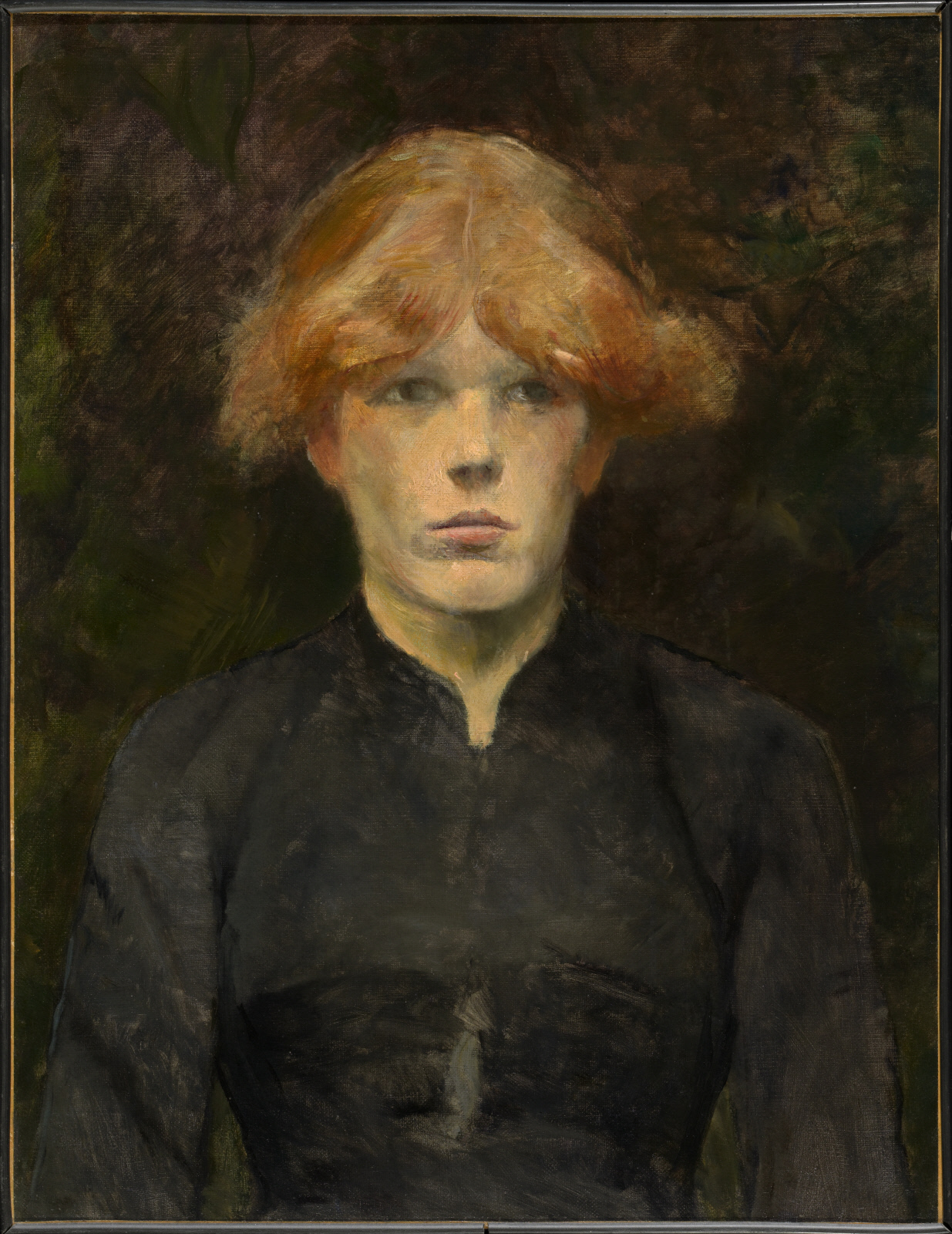
Carmen Gaudin (1884), huile sur toile, Clark Art Institute
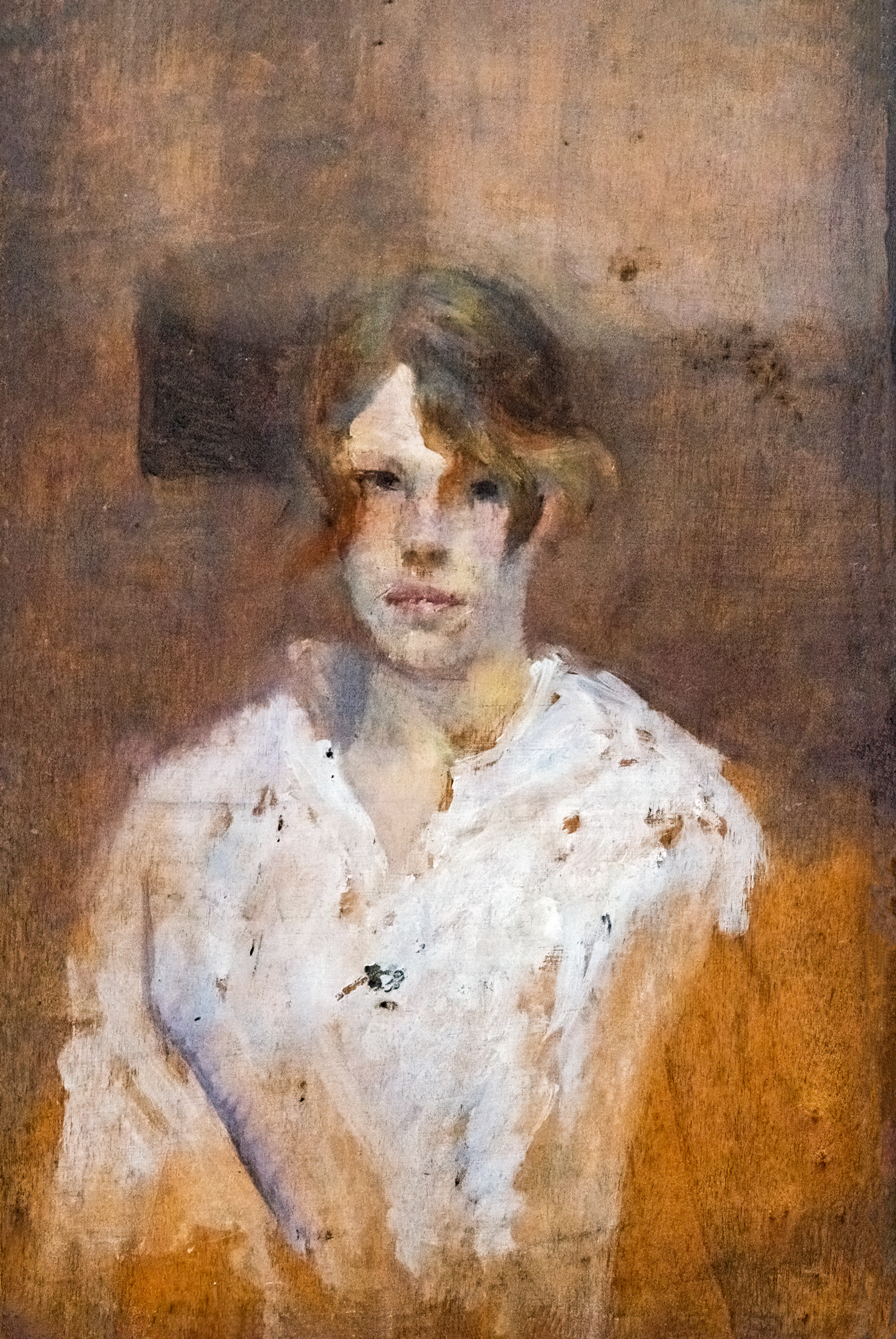
La Blanchisseuse (1885), huile sur bois, Albi, musée Toulouse-Lautrec.
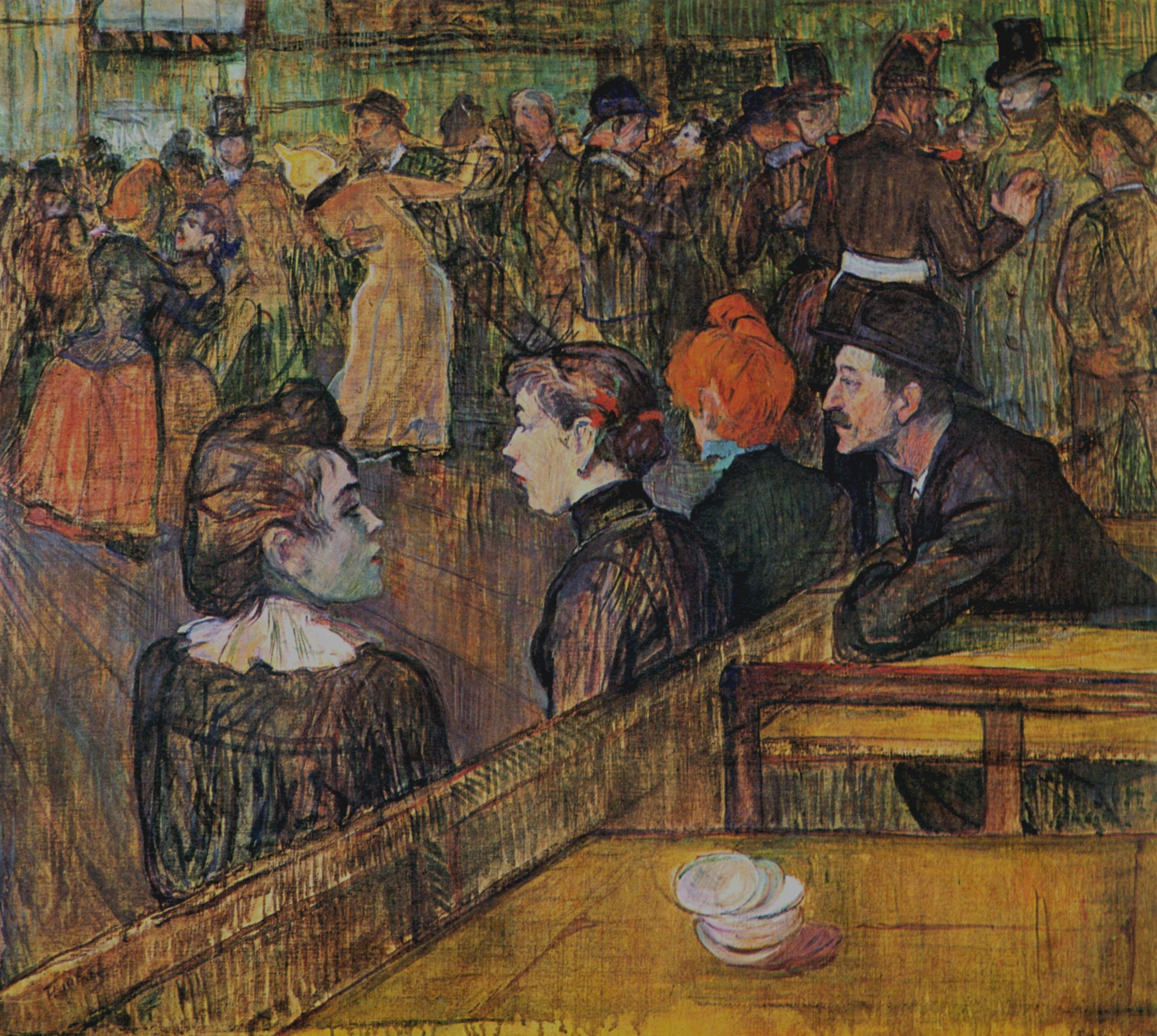
Au Moulin de la Galette (1889), huile sur toile (88,9 × 101,3 cm), Chicago, Art Institute of Chicago.
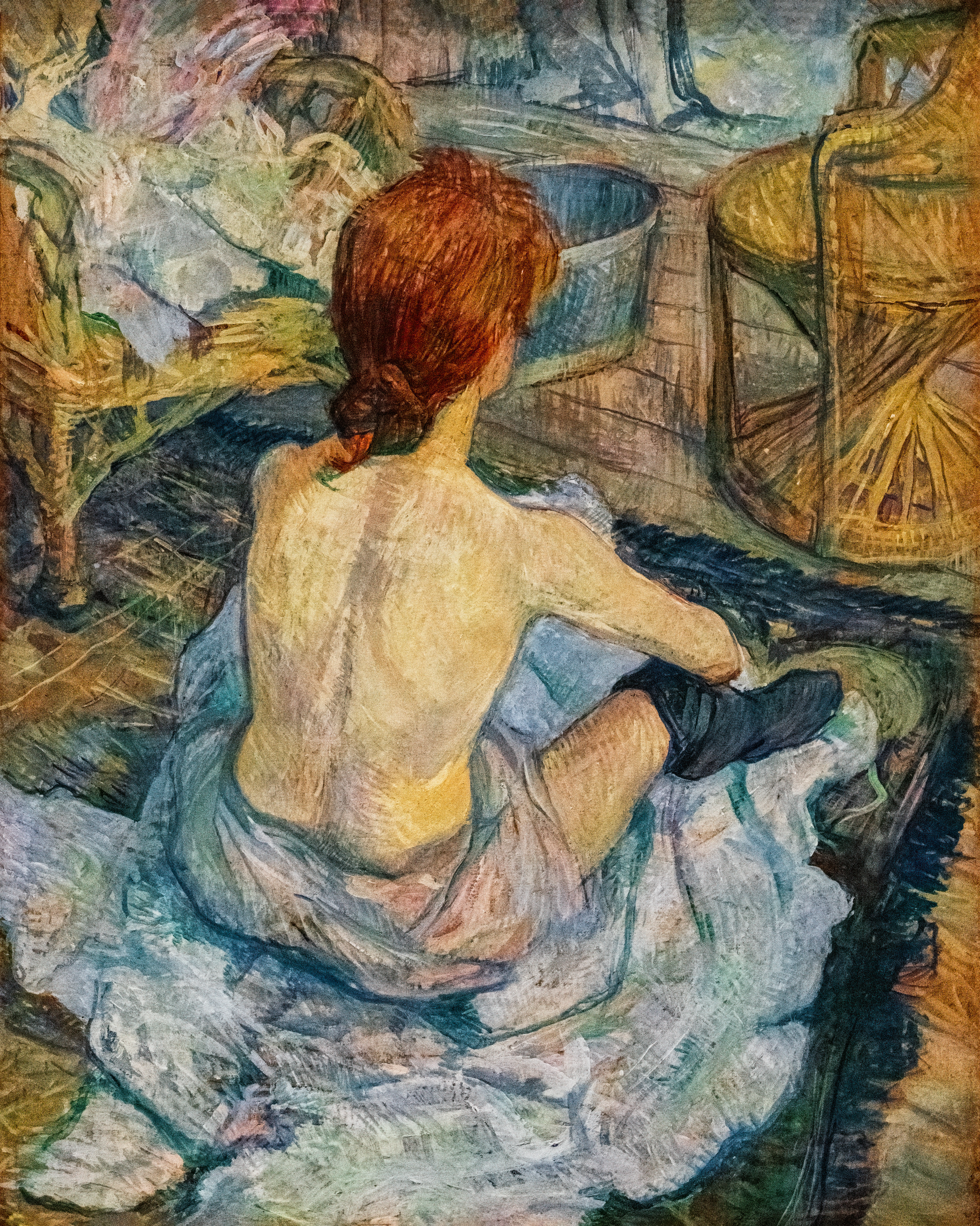
La Toilette (1889), huile sur toile (45 × 54 cm), musée d'Orsay.
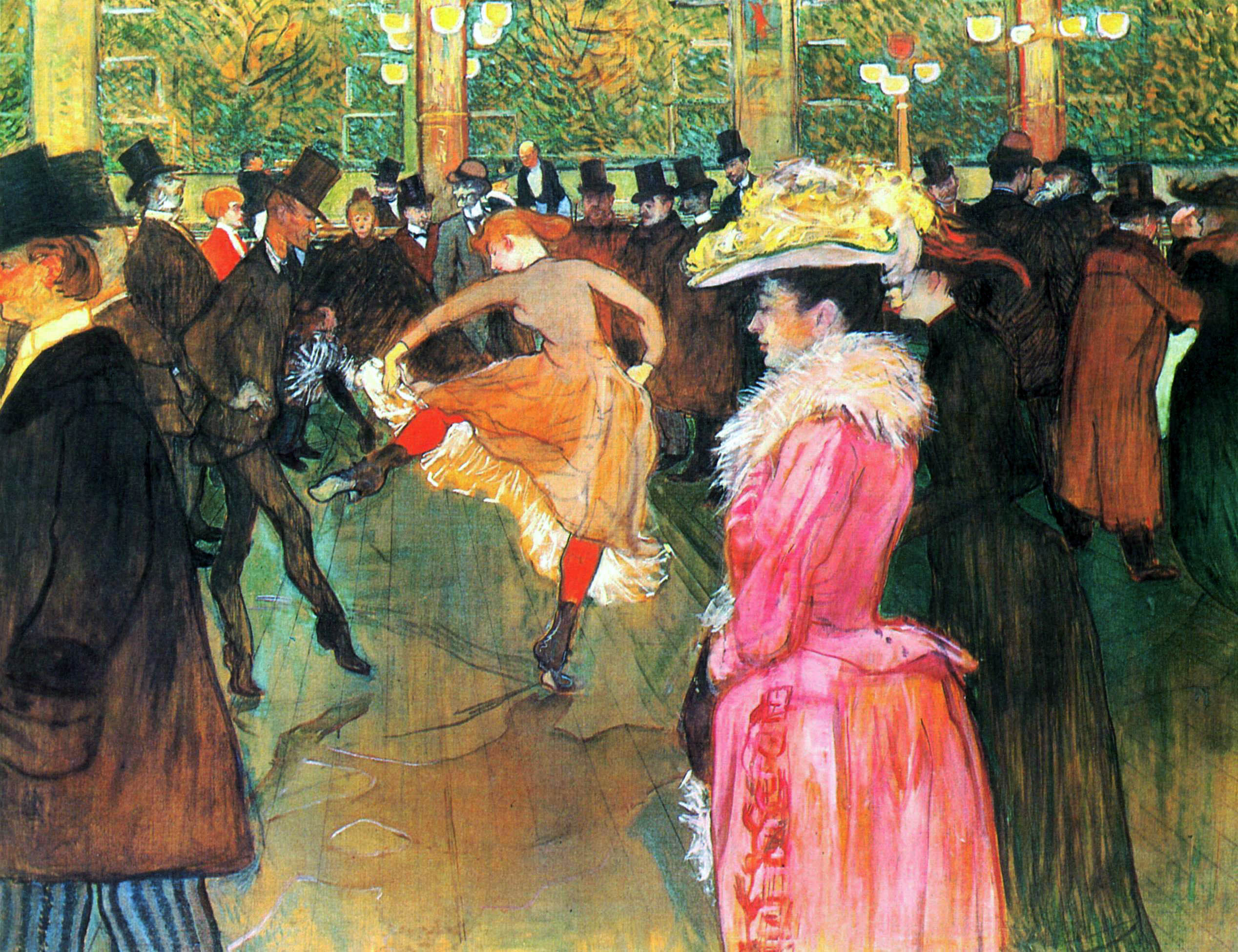
La Danse au Moulin-Rouge (1890), huile sur toile (100,5 × 150 cm), Philadelphie, Philadelphia Museum of Art.
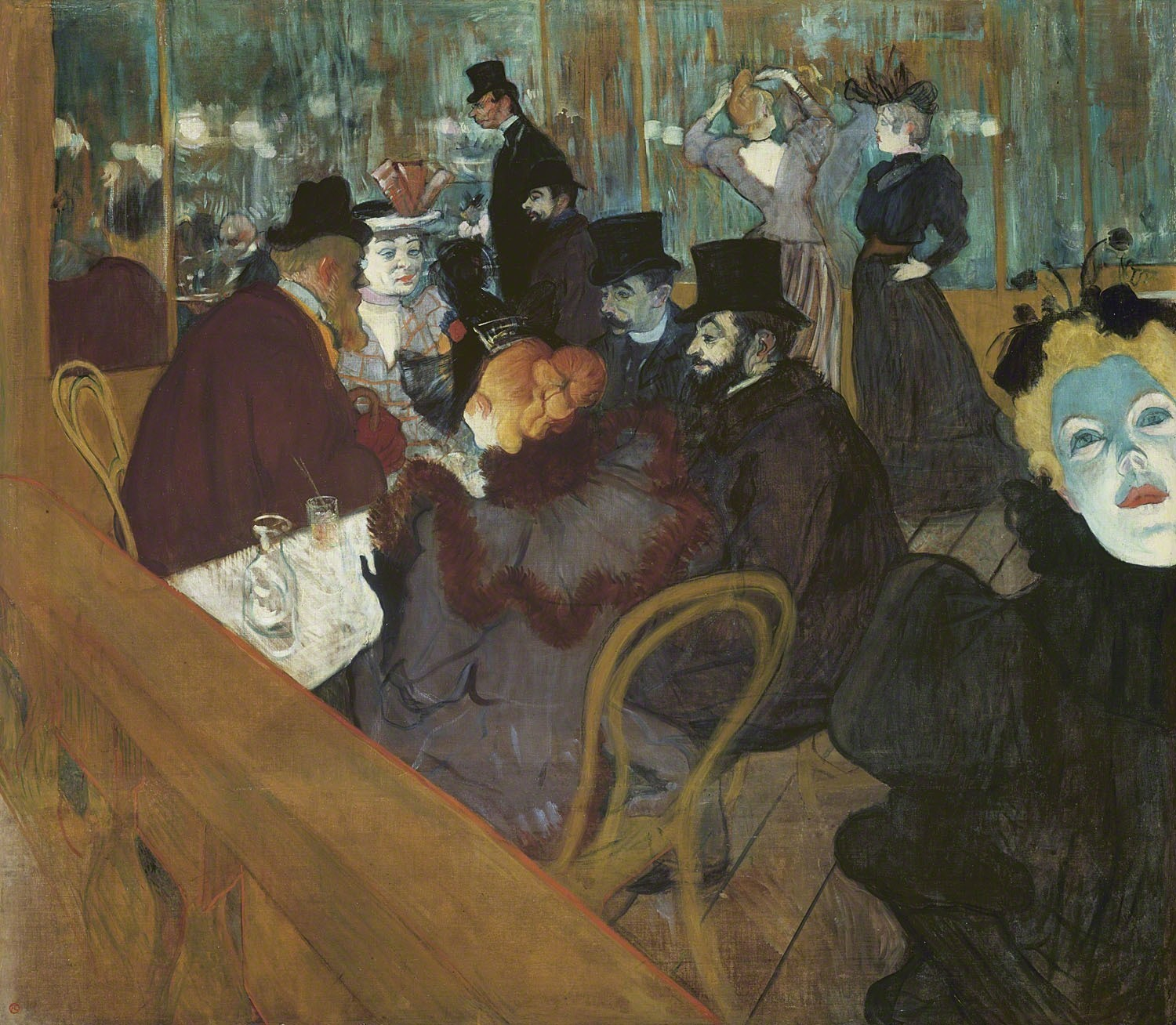
Au Moulin-Rouge (1892), huile sur toile (123 × 140,5 cm), Chicago, Art Institute of Chicago.
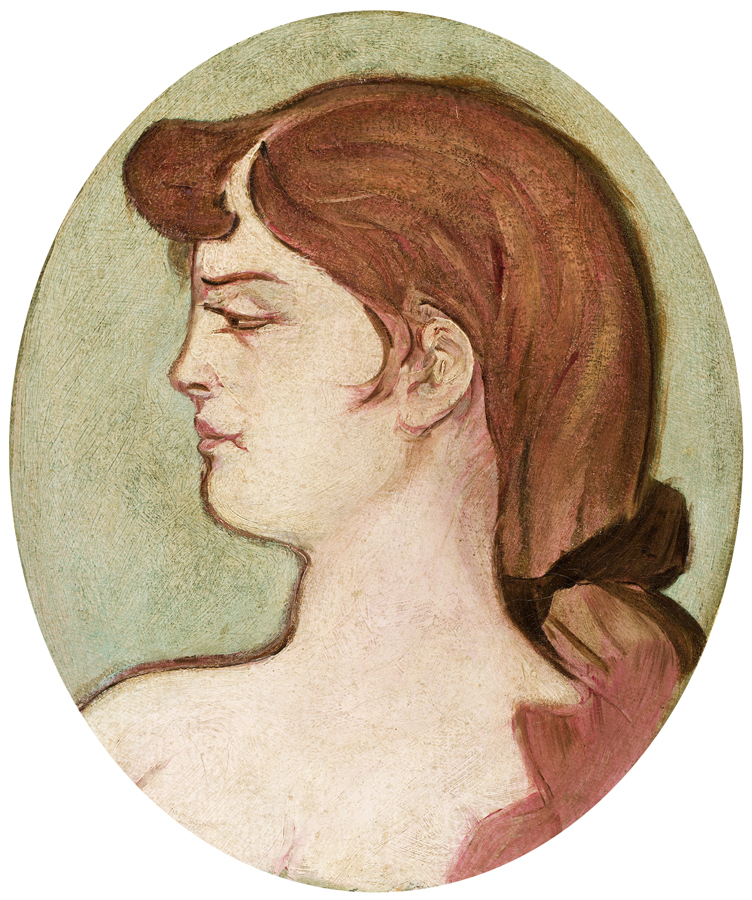
Portrait de femme de la maison de la Rue d'Amboise (1892) Musée d'art classique de Mougins
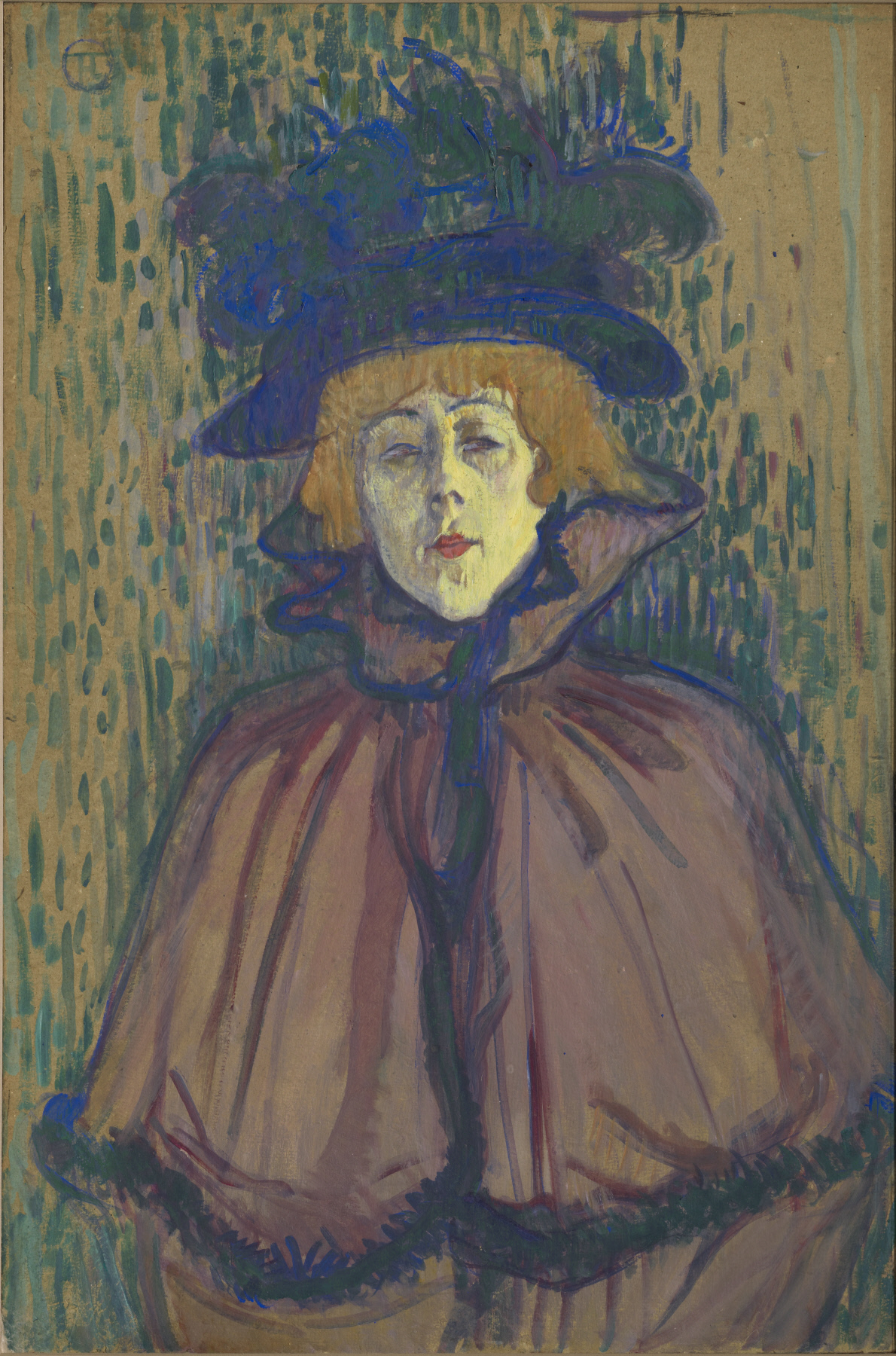
Jane Avril (1892), huile sur toile (63,2 × 42,2 cm), Williamstown, Massachusetts, Clark Art Institute.
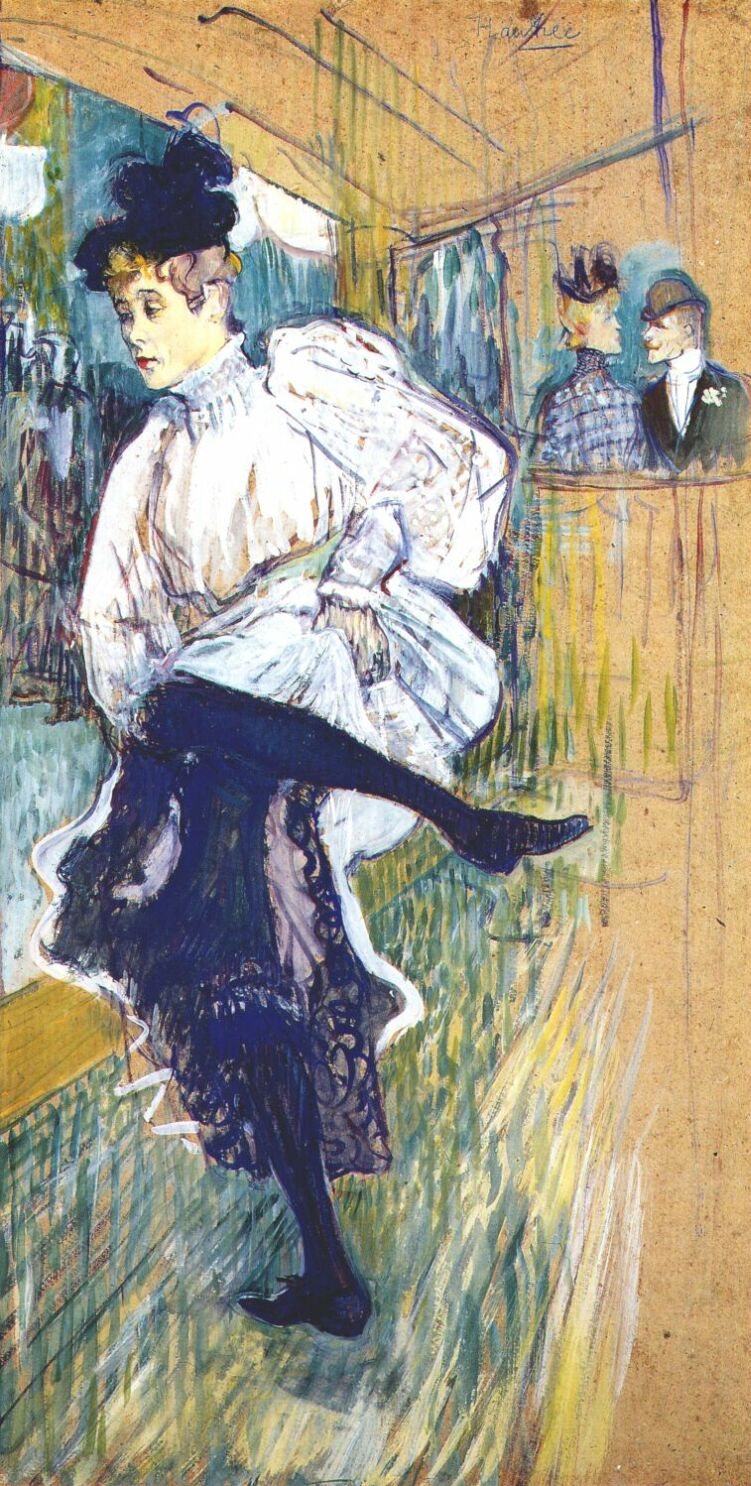
Jane Avril dansant (1892), huile sur toile (86 × 45 cm), Paris, musée d'Orsay.
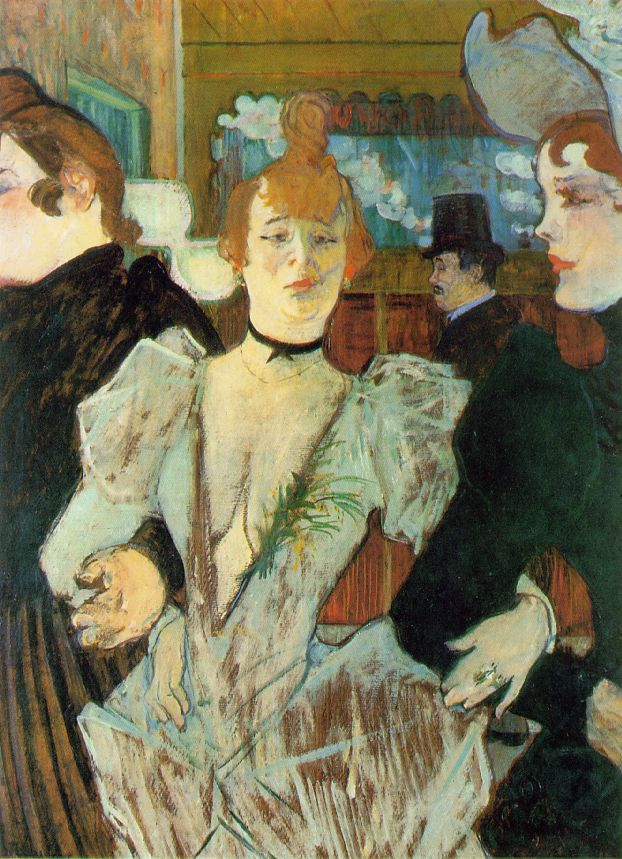
La Goulue entrant au Moulin-Rouge (1891-1892), huile sur toile (79,4 × 59 cm), New York, Museum of Modern Art.
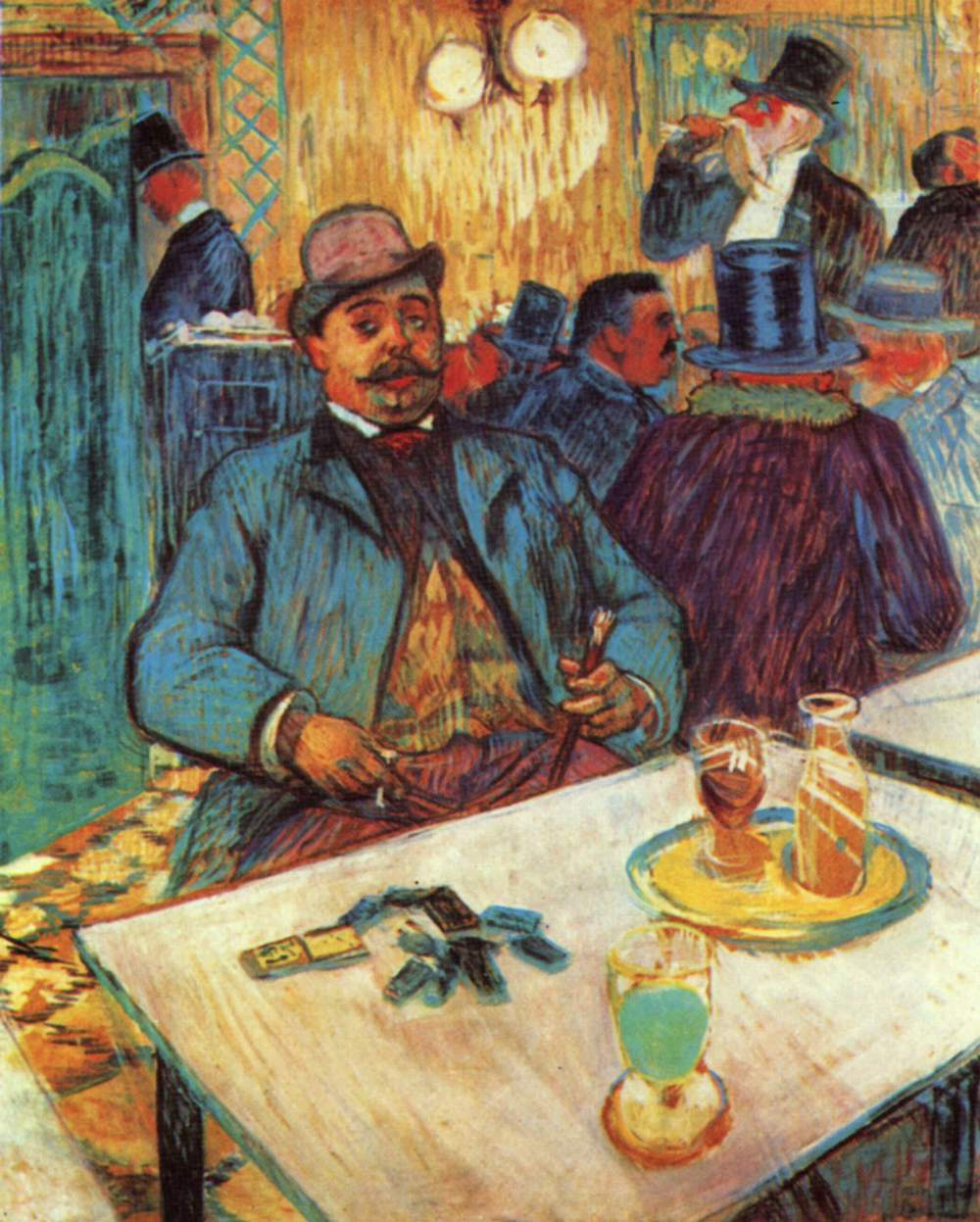
Monsieur Boileau au café (1893), huile sur toile (80 × 65 cm), Cleveland, Cleveland Museum of Art
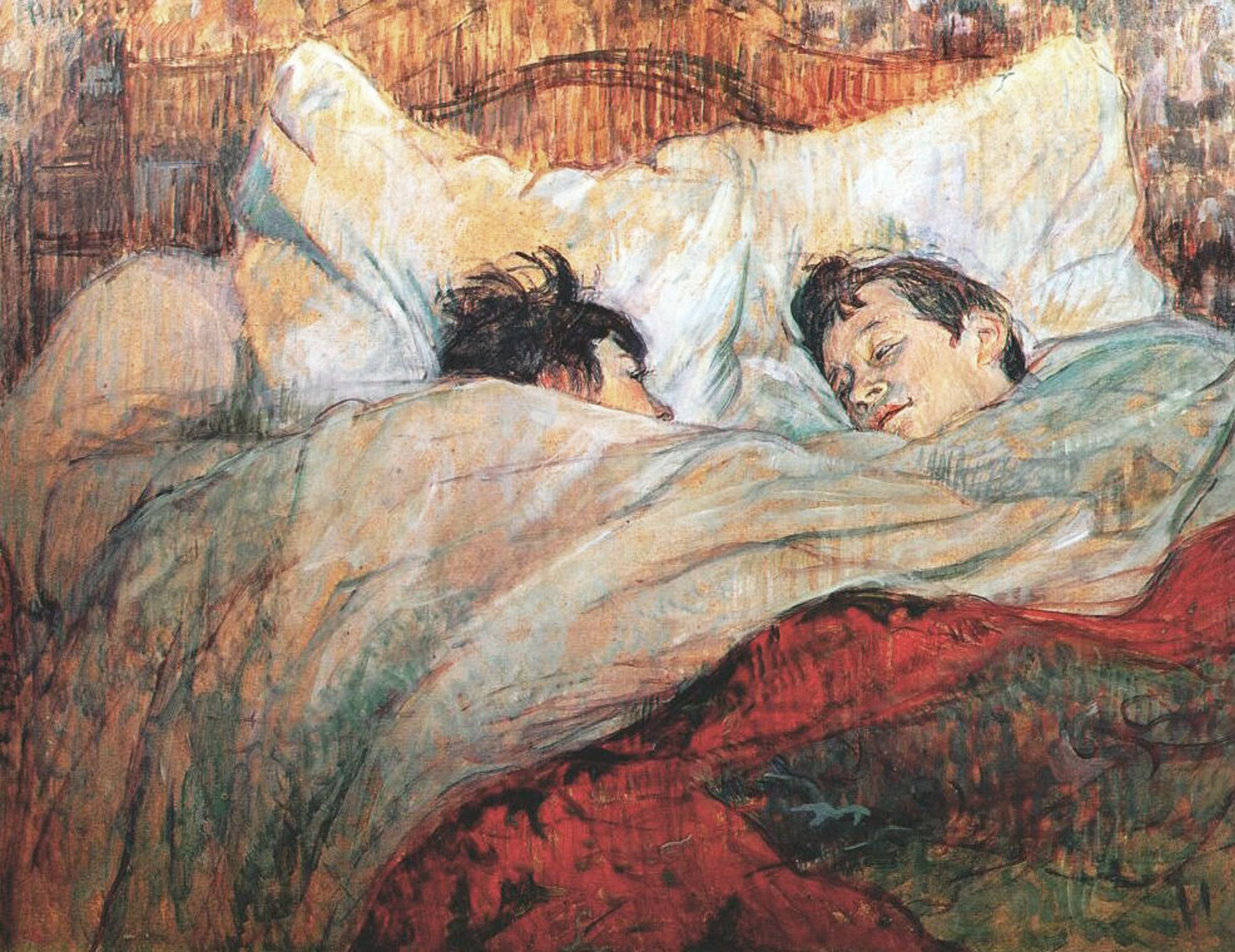
Le Lit (1893), huile sur toile (54 × 70,5 cm), Paris, musée d'Orsay.
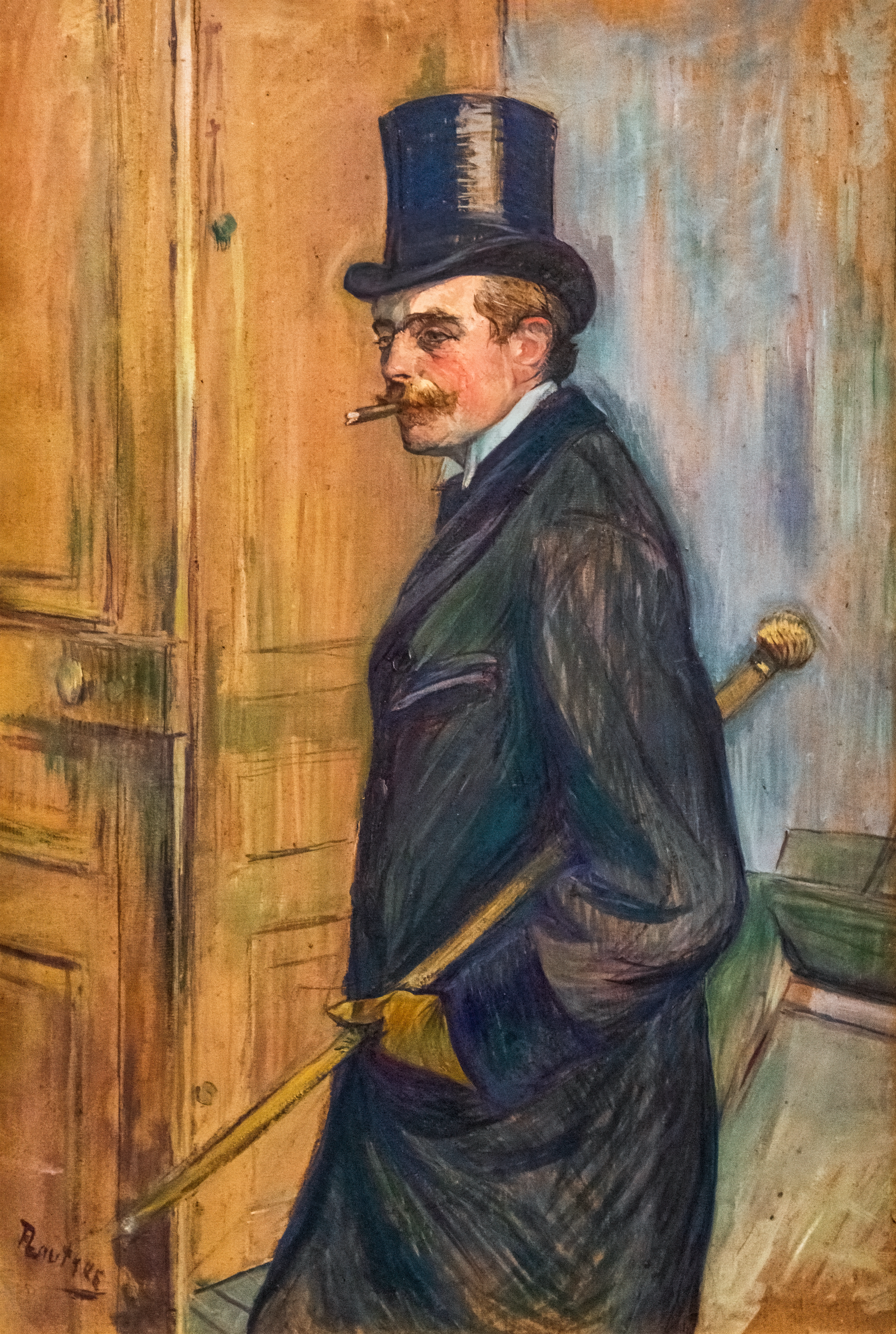
Louis Pascal, (1893), huile sur toile (81 × 54 cm), Albi, musée Toulouse-Lautrec.
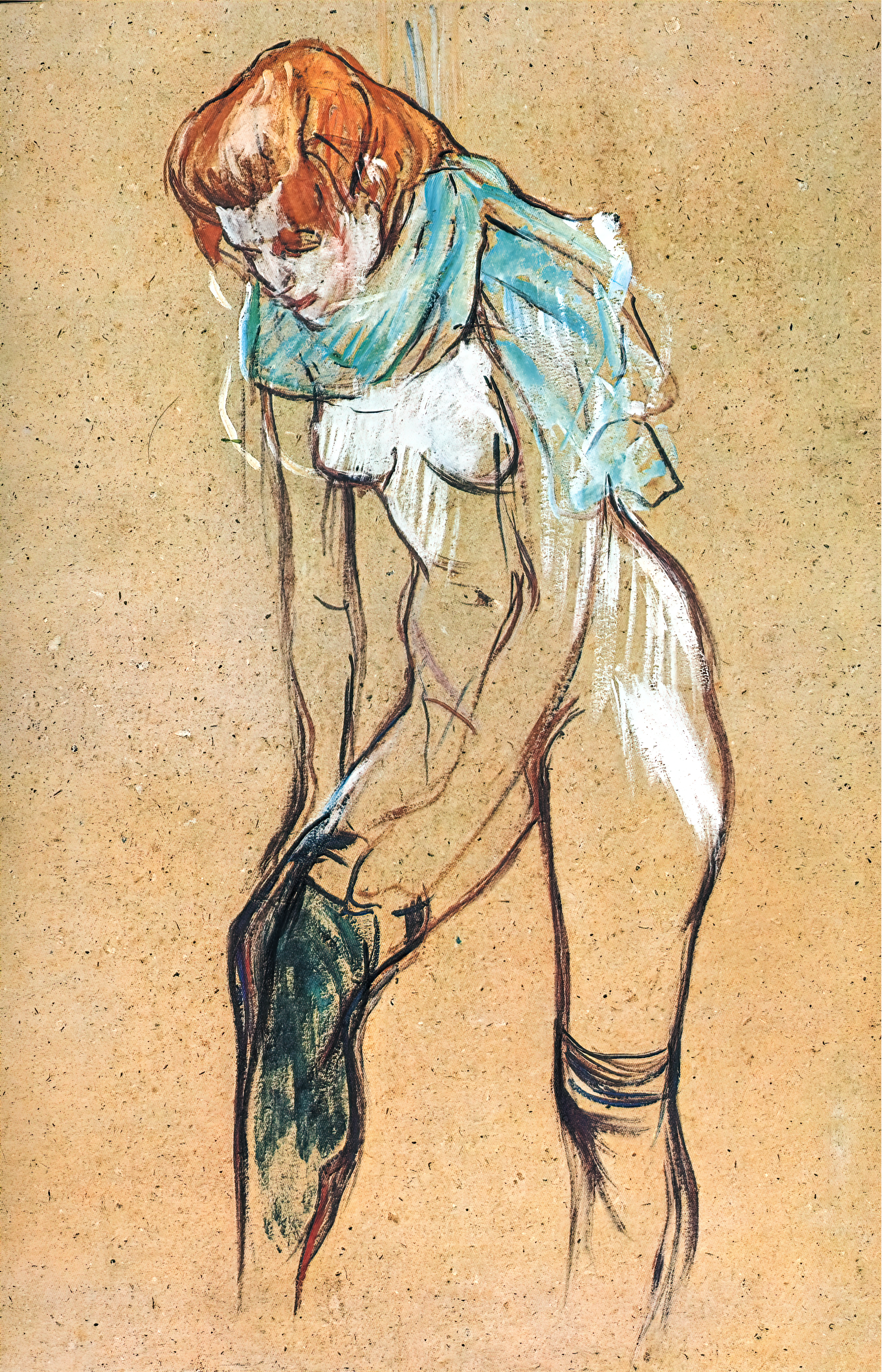
Femme qui tire son bas (1894), huile sur carton (61,5 × 44,5 cm), Albi, musée Toulouse-Lautrec.
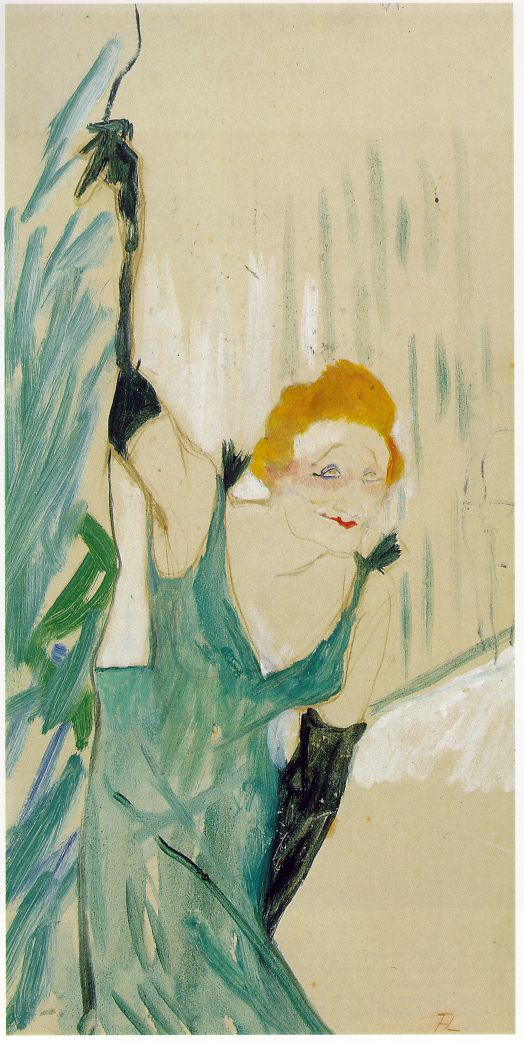
Yvette Guilbert salue le public (1894), gouache (48 × 28 cm), Albi, musée Toulouse-Lautrec.
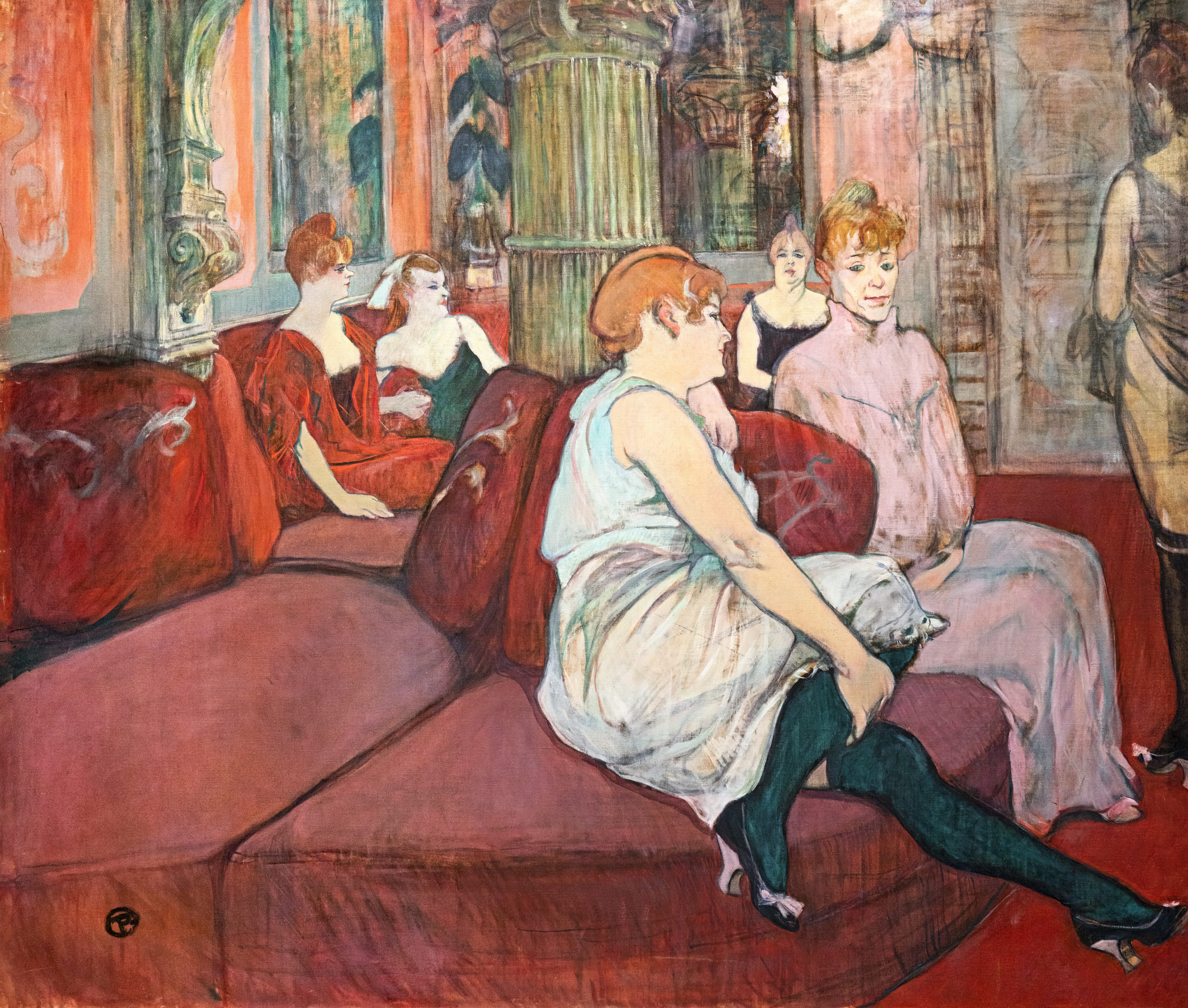
Salon de la rue des Moulins (1894-1895), huile sur carton, Albi, musée Toulouse-Lautrec.
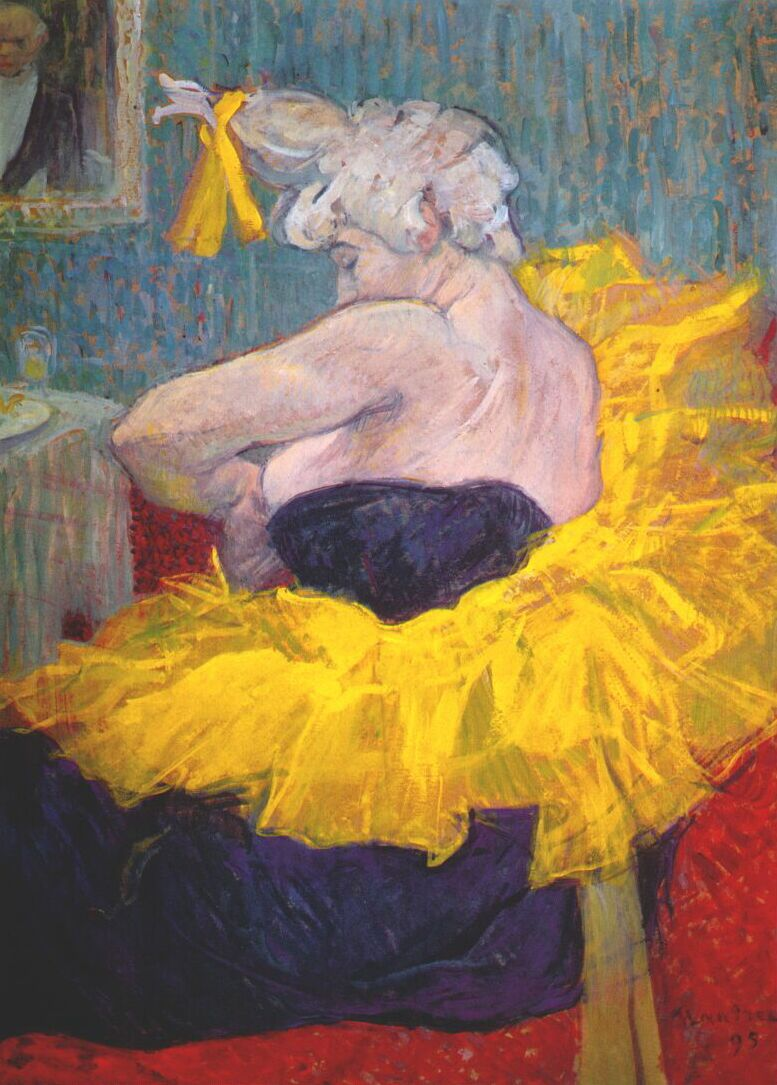
La Clownesse Cha-U-Kao (1895), huile sur carton (64 × 49 cm), Paris, musée d'Orsay.
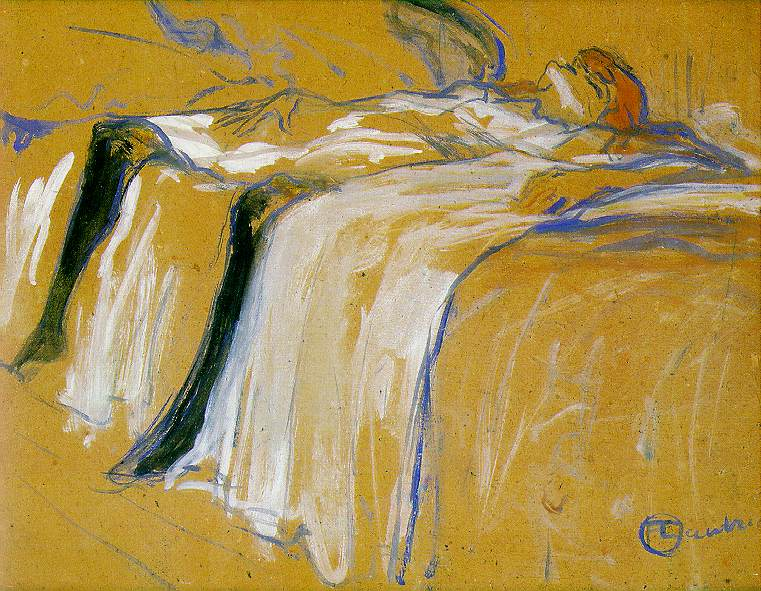
Seule ou Lassitude (1896), Paris, musée d'Orsay.
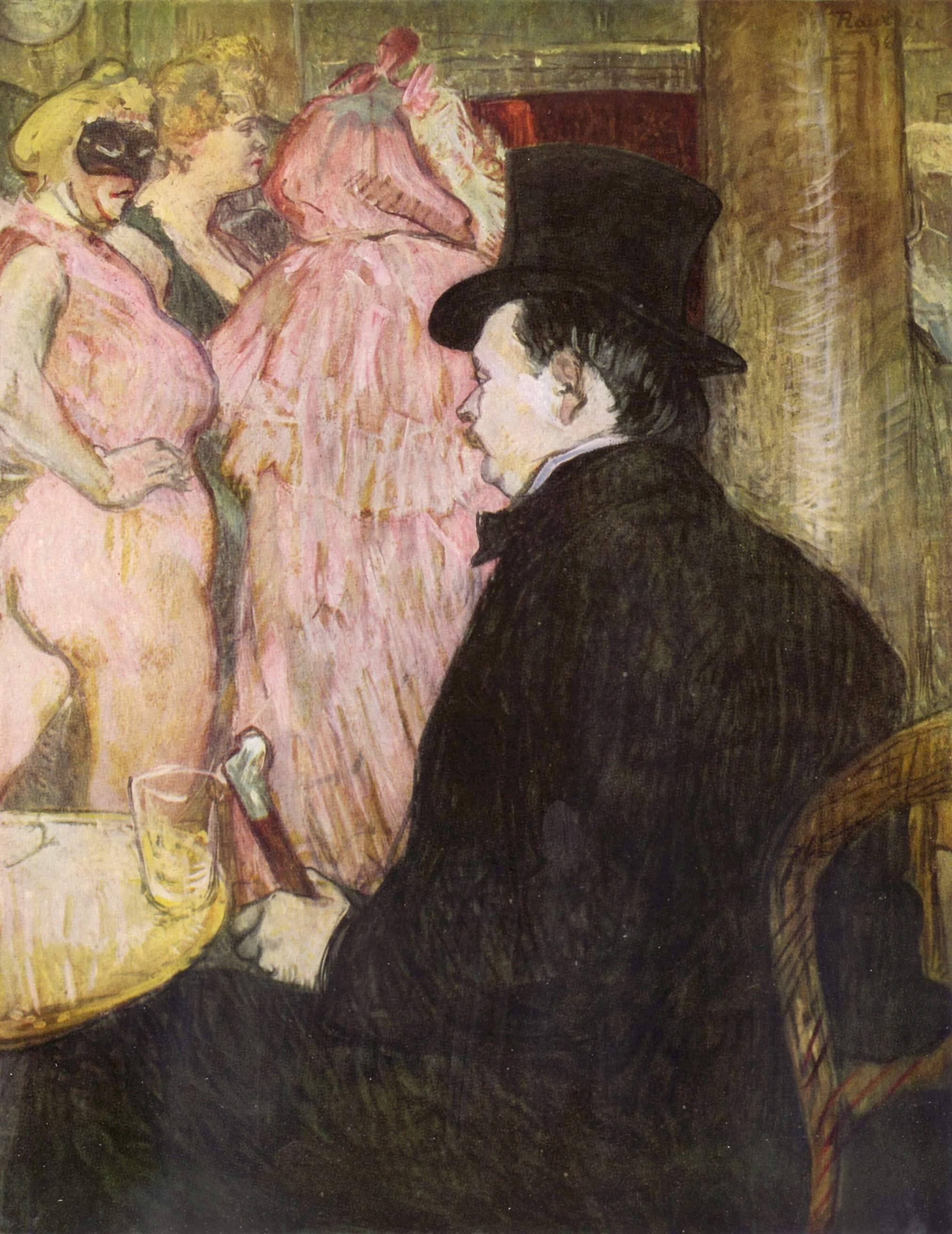
Maxime Dethomas, au Bal de l'Opéra (1896), huile sur toile (67,5 × 62,5 cm), Washington, National Gallery of Art.
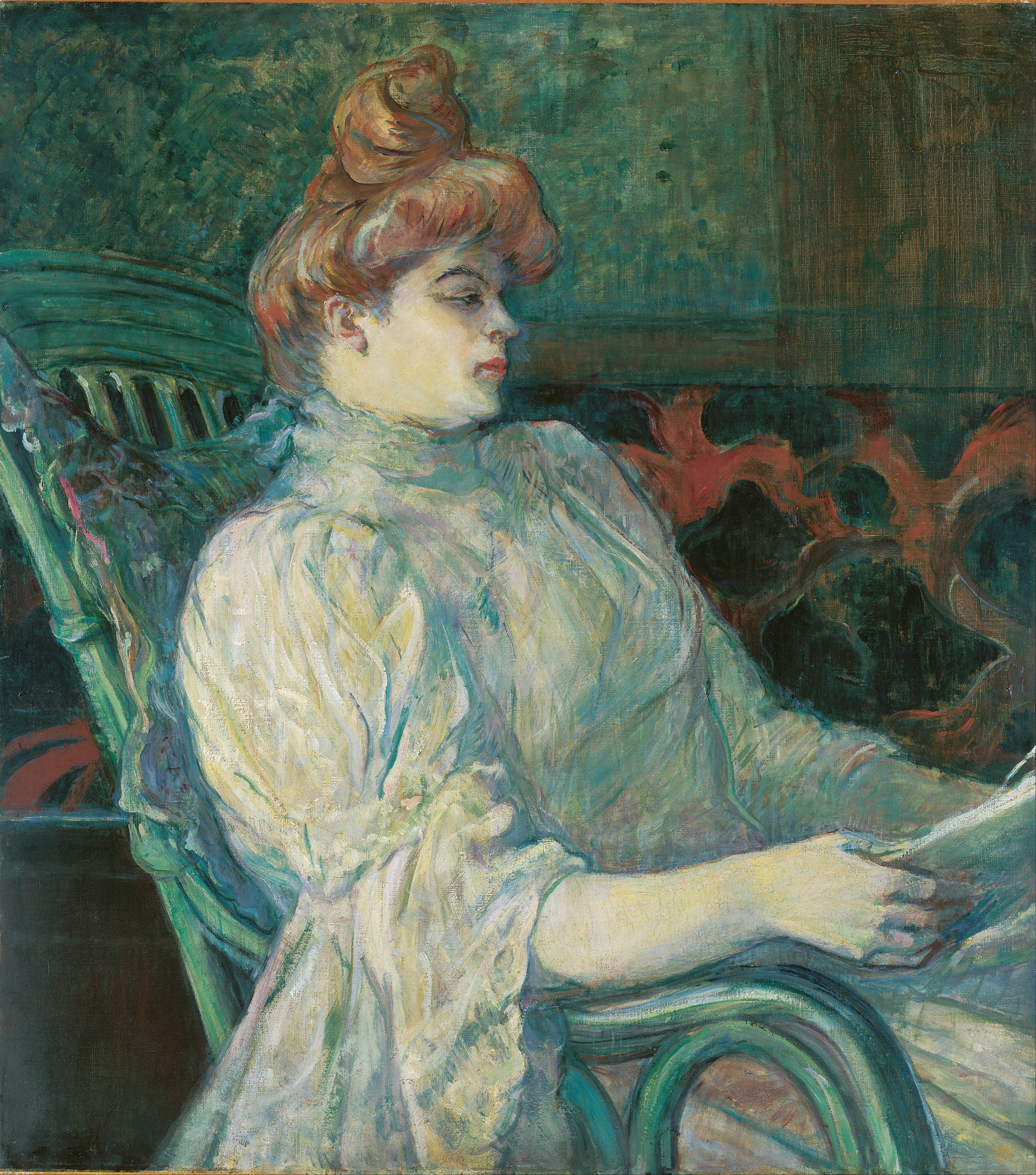
Madame Marthe X, Bordeaux (1900), huile sur toile (90 × 80,3 cm), Kurashiki, musée d'art Ohara.

### Afficheschromolithographiées
Toulouse-Lautrec a composé 31 affiches publicitaires et 6 affichettes destinées à des théâtres. Une seule affiche a été refusée, celle destinée à la publication des Mémoires de Napoléon (1895).
- Moulin Rouge Bal tous les soirs La Goulue, 1891.
- Reine de Joie par Victor Joze chez tous les libraires, 1892.
- « Le Pendu », le 16 Avril La Dépêche commencera… Les Drames de Toulouse, avril 1892.
- Eldorado, Aristide Bruant dans son cabaret, 1892.
- Ambassadeurs Aristide Bruant dans son cabaret, 1892.
- Les Fêtes parisiennes Les Redoutes du Casino de Paris Nouveaux Confetti, L’Echo de Paris, déc. 1892.
- Aristide Bruant [de dos] dans son cabaret, 1893.
- Prochainement Aristide Bruant [de dos] dans son cabaret ou Tous les soirs Bruant aux Mirlitons Bock 13 sous, 1893.
- Divan japonais, Ed. Fournier directeur, 1893.
- Jane Avril Jardin de Paris, 1893.
- Le Théâtre Libre Programme saison, 1893.
- Lire dans Le Matin Au Pied de l’échafaud mémoires de l’Abbé Faure, 1893.
- Caudieux, 1893.
- Babylone d’Allemagne par Victor Joze chez tous les libraires, 1894.
- Le Théâtre Libre Le Missionnaire roman théâtral…, 1894.
- Confetti manufactured by J & E Bella London, 1894.
- 9, Place Pigalle P. Sescau Photographe, 1894.
- Cabaret des Quat’z’Arts Pour faire chanter, 1894-1895.
- Histoire de Napoléon, édition en volumes, 1895.
- La Revue blanche bi-mensuelle…, 1895.
- May Belfort, 1895.
- The Chap-Book [au Bar irlandais], 1895.
- « La Châtelaine », La Dépêche [de Toulouse] Le Tocsin, 1895.
- May Milton, 1895.
- L’Argent comédie en 4 actes, 1895.
- La Chaine Simpson L. B. Spoke directeur…, 1896.
- Qui ? L’Artisan Moderne, objets d’art, meubles, ensembles décoratifs, 1896.
- L’Aube Revue illustrée 26 quai d’Orléans [Nilsson], 1896.
- La Vache enragée journal mensuel illustrée…, 1896.
- « Elles » Lithographies éditées par G. Pellet… exposées à La Plume, 1896.
- [La femme au transat] Salon des Cent Exposition internationale d’Affiches, 1896.
- Troupe de Mlle Eglantine Jane Avril Cléopatre Gazelle, 1896.
- Tristan Bernard Le Fardeau de la Liberté Comédie en Un Acte en Prose Editions de la Revue Blanche, 1897.
- « Au concert », Ault & Wiborg Co, Makers of Fine Printing and Lithographic Inks, Cincinnati, 1898.
- Théâtre Antoine La Gitane de Richepin, 1899.
- Jane Avril H. Stern Paris, 1899.
- Au Bal des Etudiants [Bordeaux], 1901.

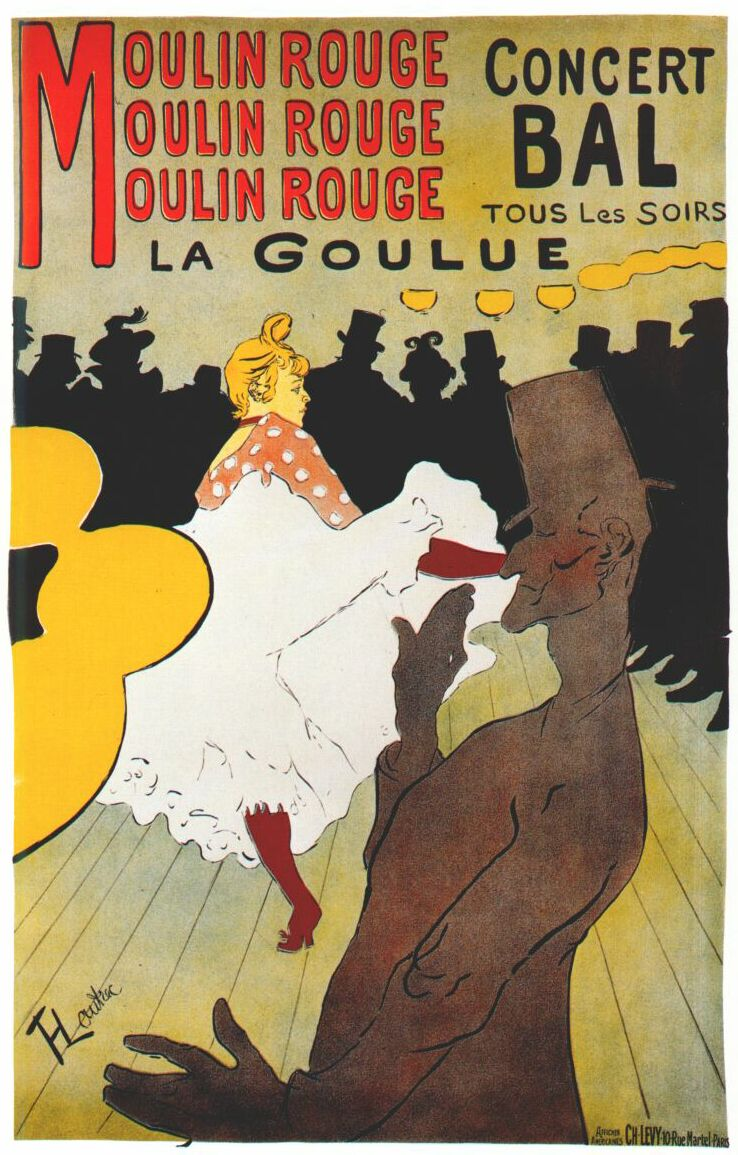
Moulin-Rouge - La Goulue (1891).
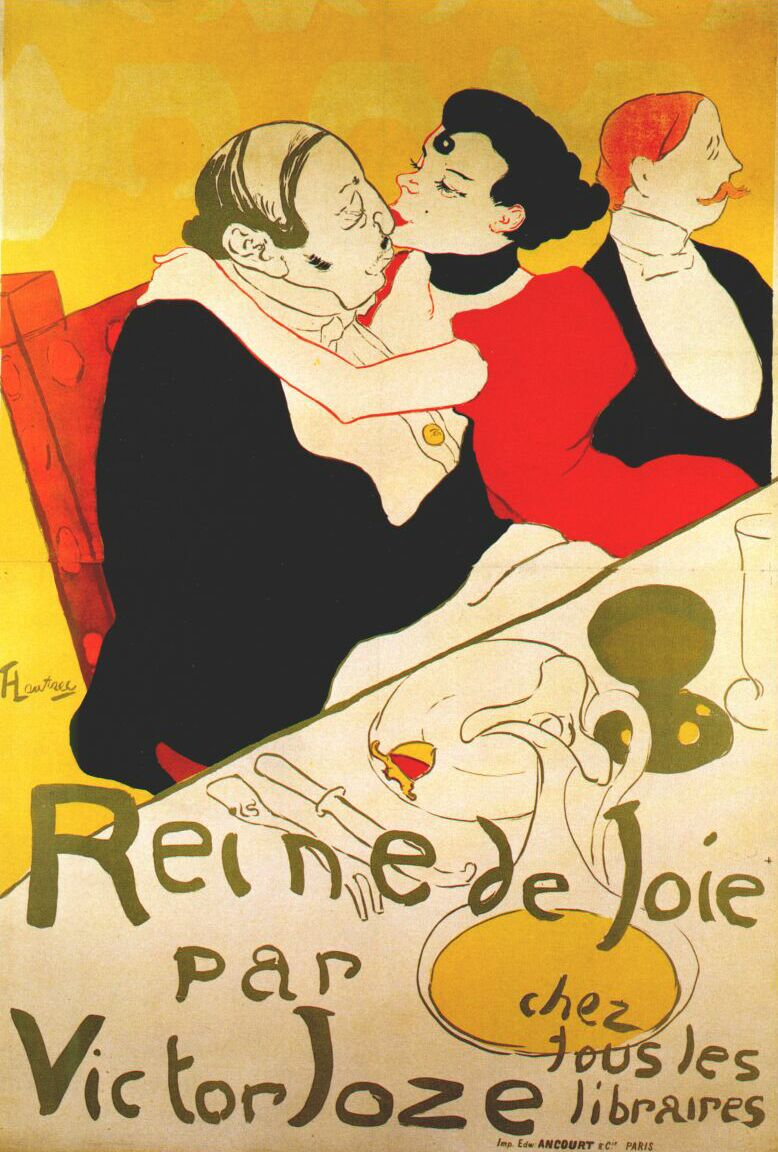
Reine de joie de Victor Joze (1892).
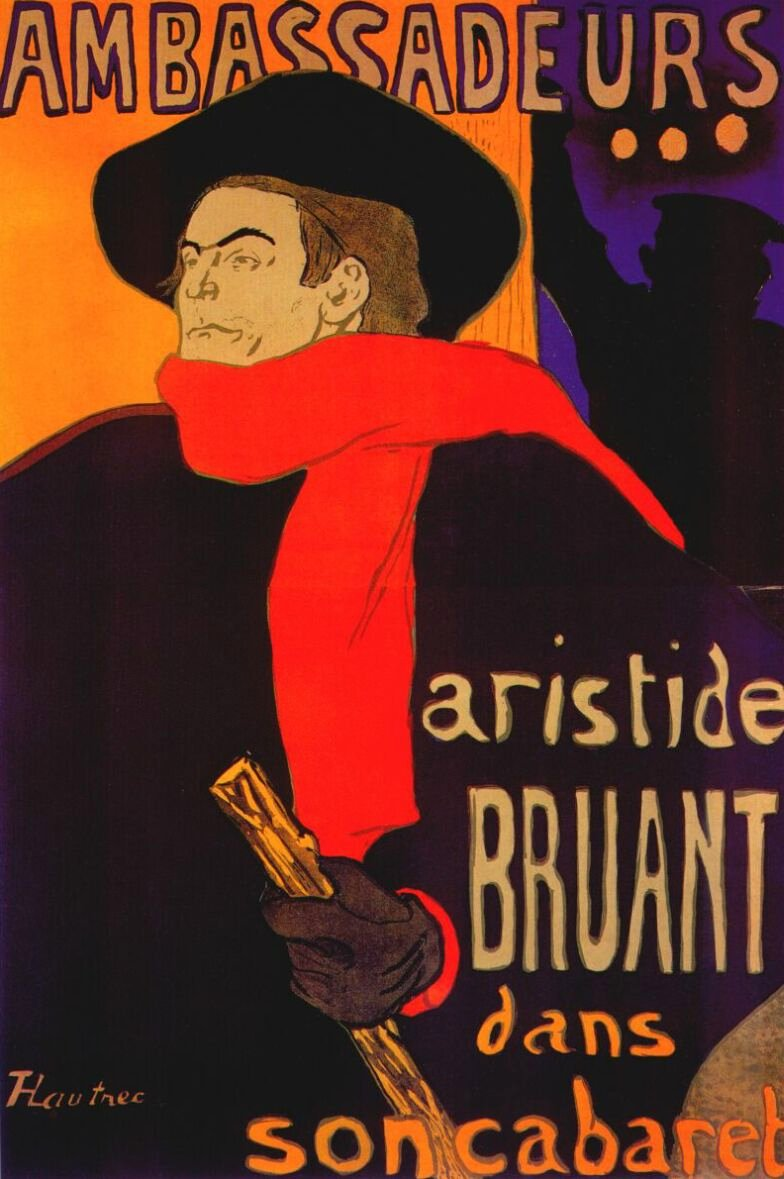
Ambassadeurs Aristide Bruant dans son cabaret (1892).
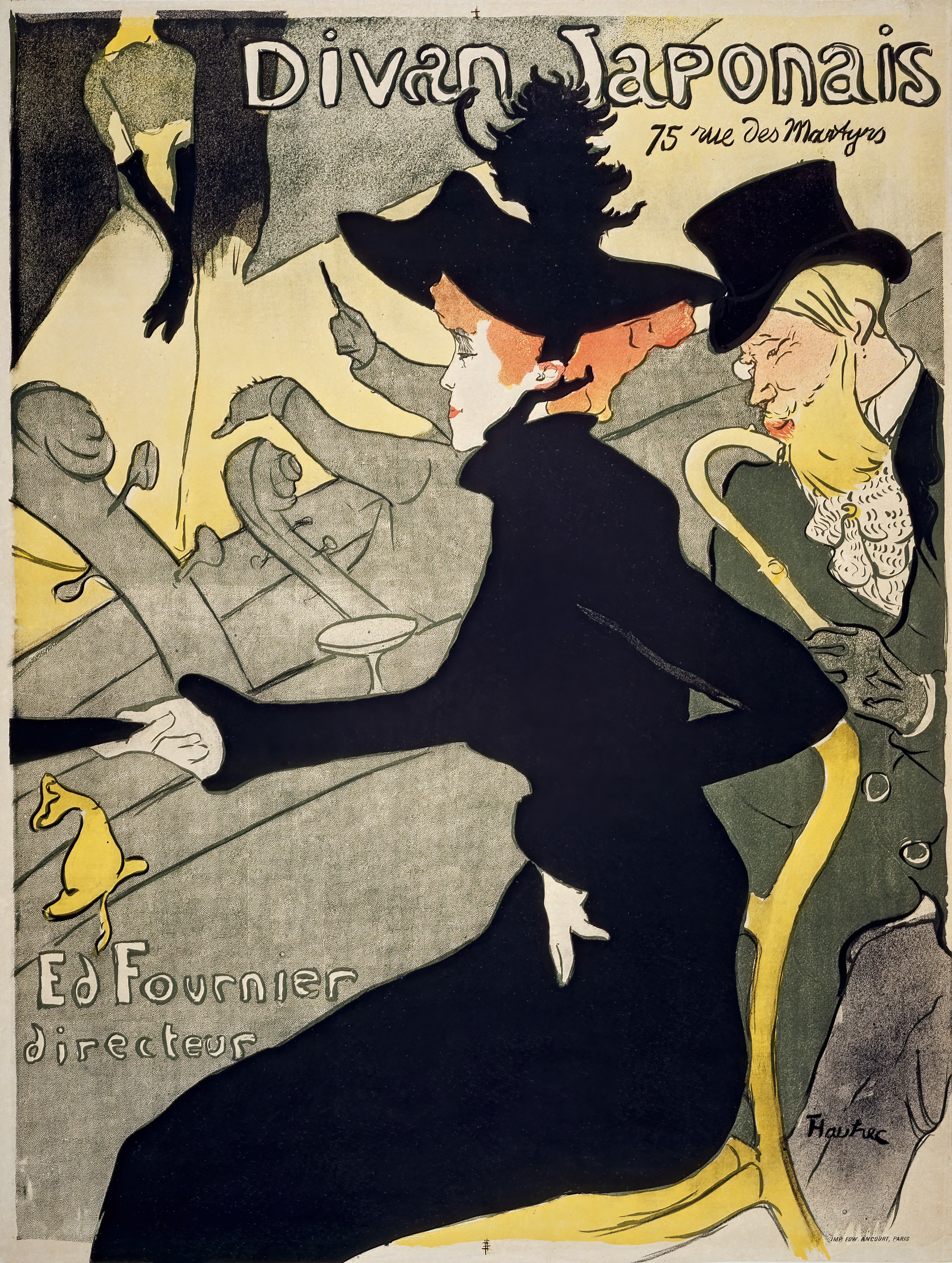
Divan japonais (1892-1893).
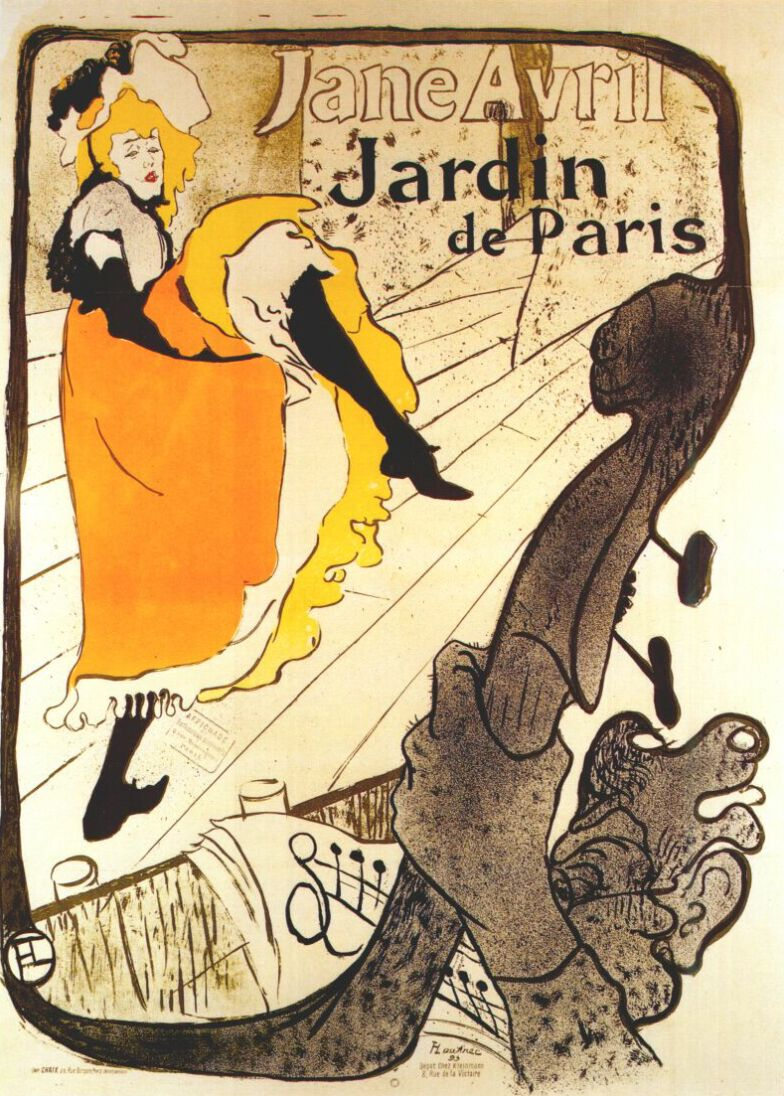
Jane Avril dans les Jardins de Paris (1893).
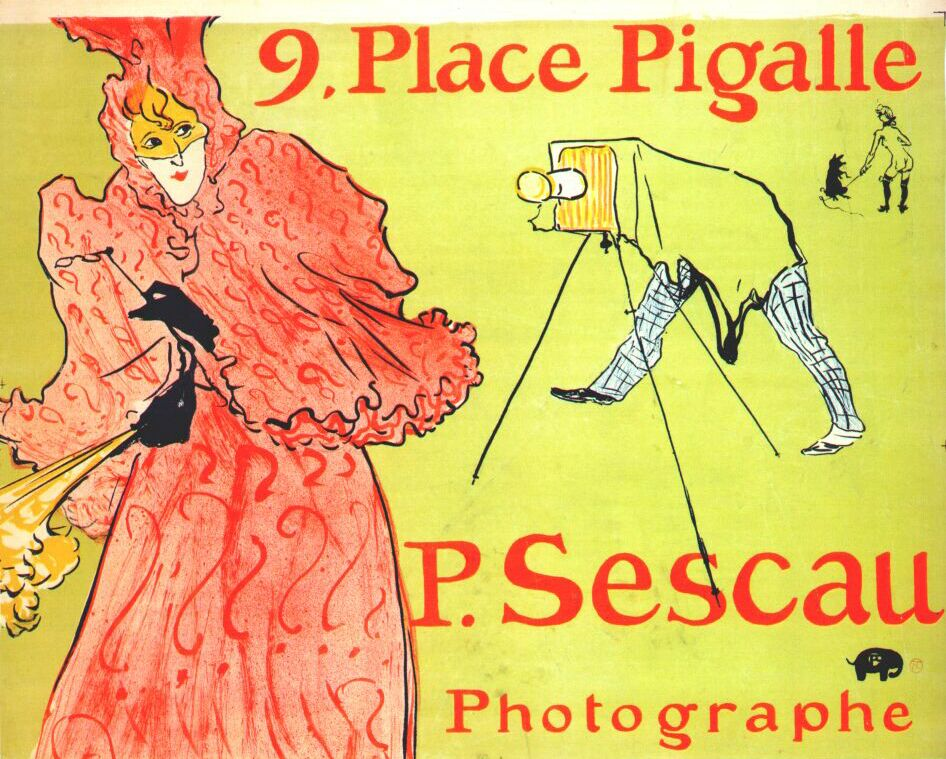
P. Sescau Photographe (1894).
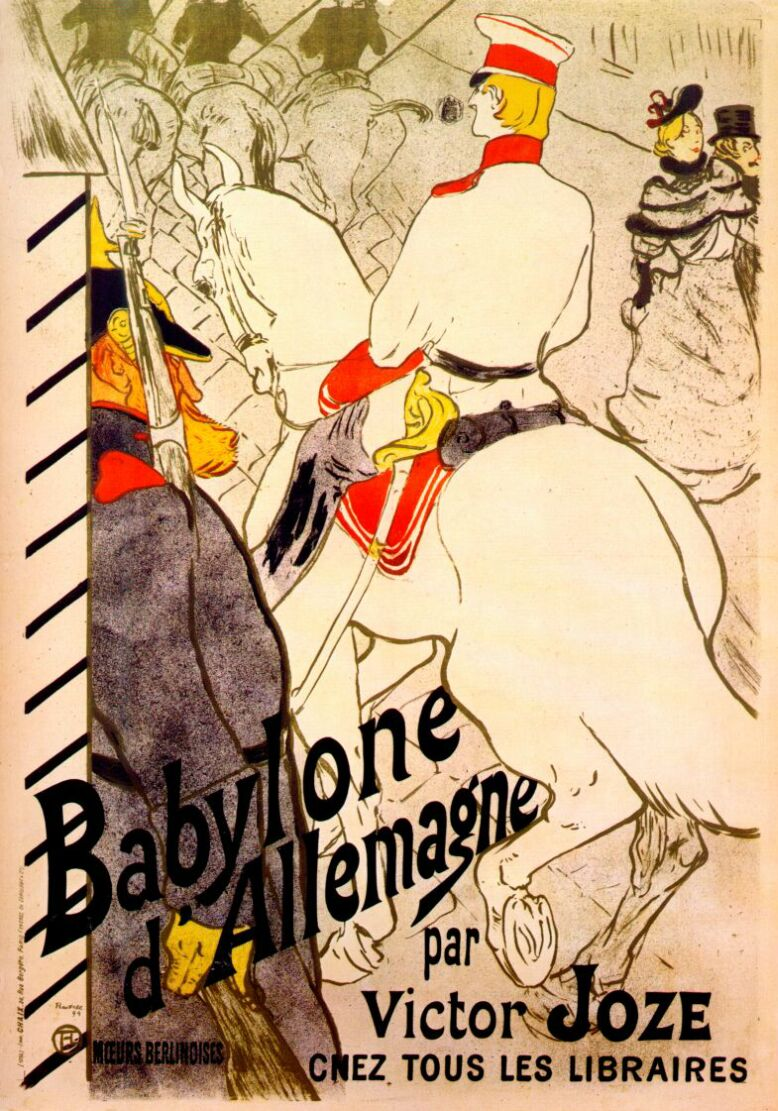
Babylone d'Allemagne de Victor Joze (1894).
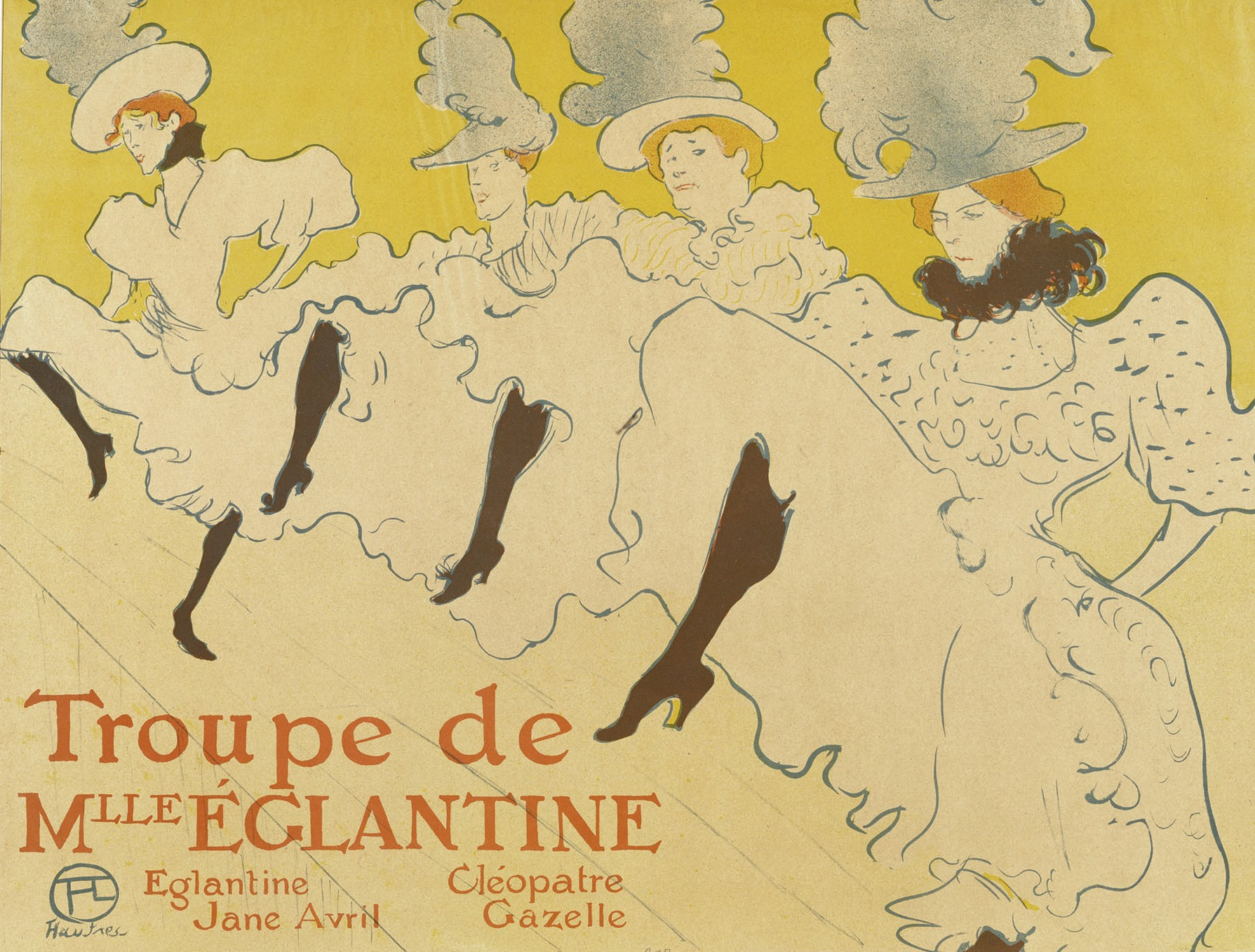
Troupe de Mlle Églantine (1896).

### Dessins

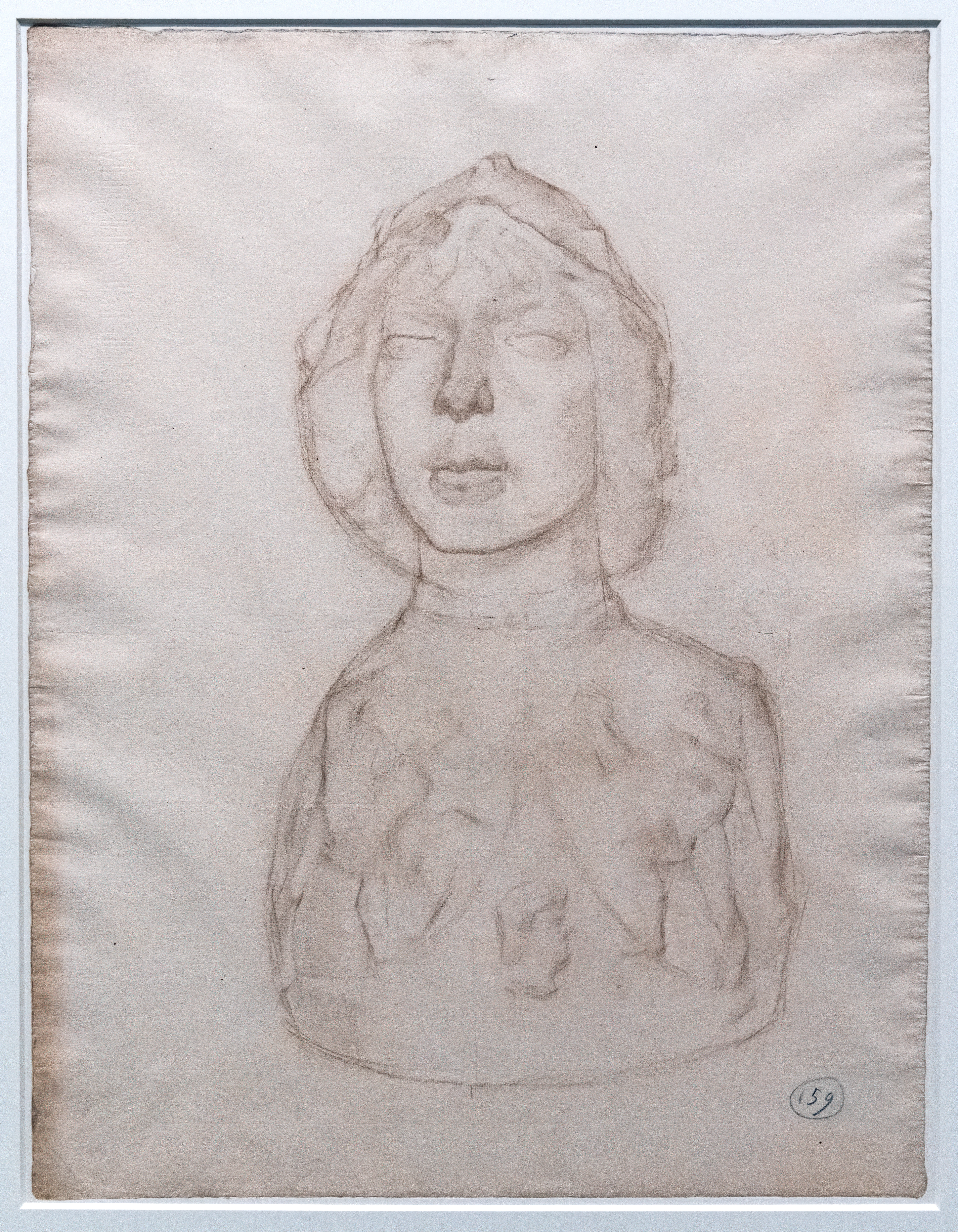
Buste d'après un plâtre d'Antonio del Polaiuolo
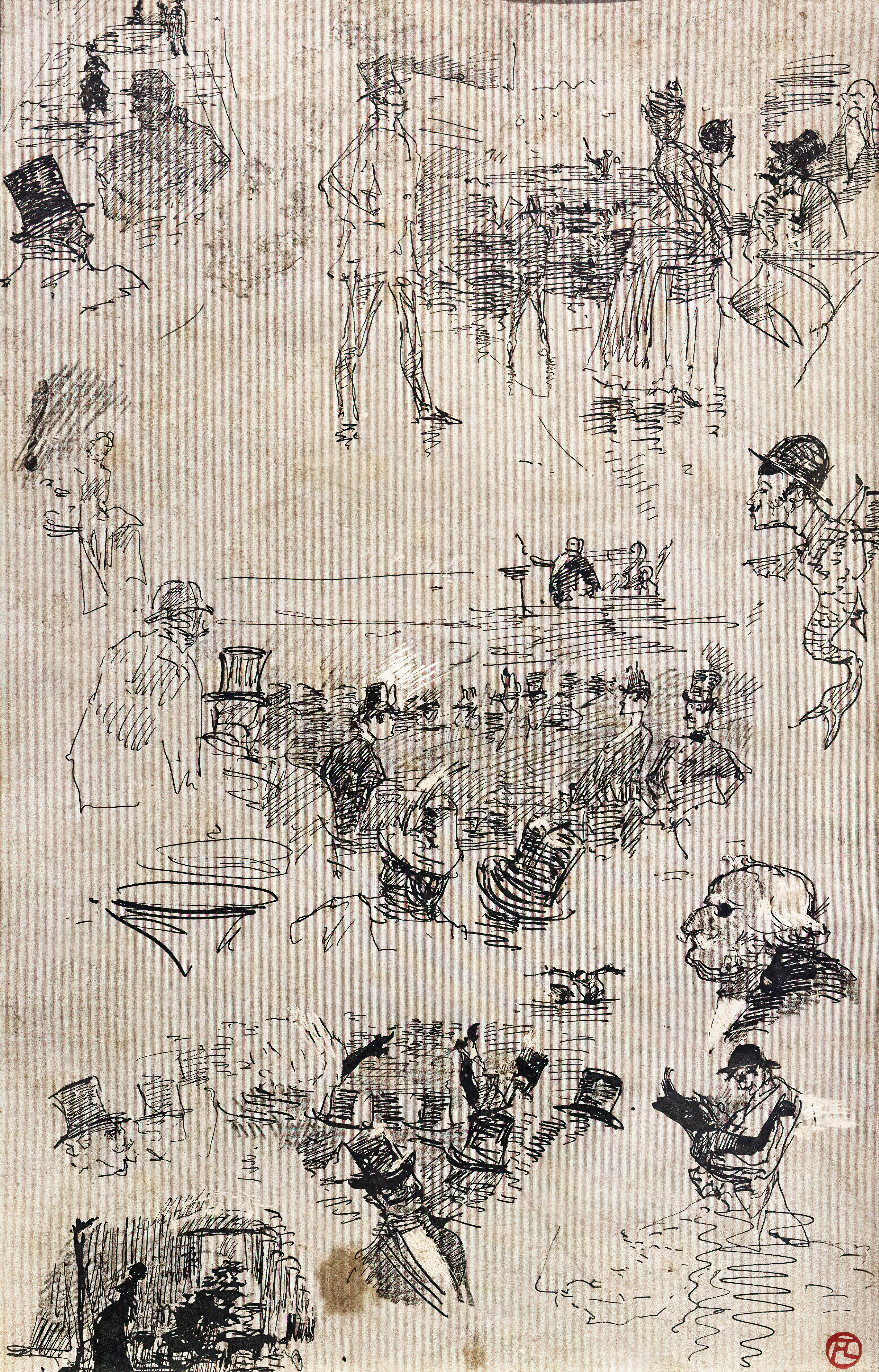
Le Quadrille de la chaise Louis XIII., (1886)
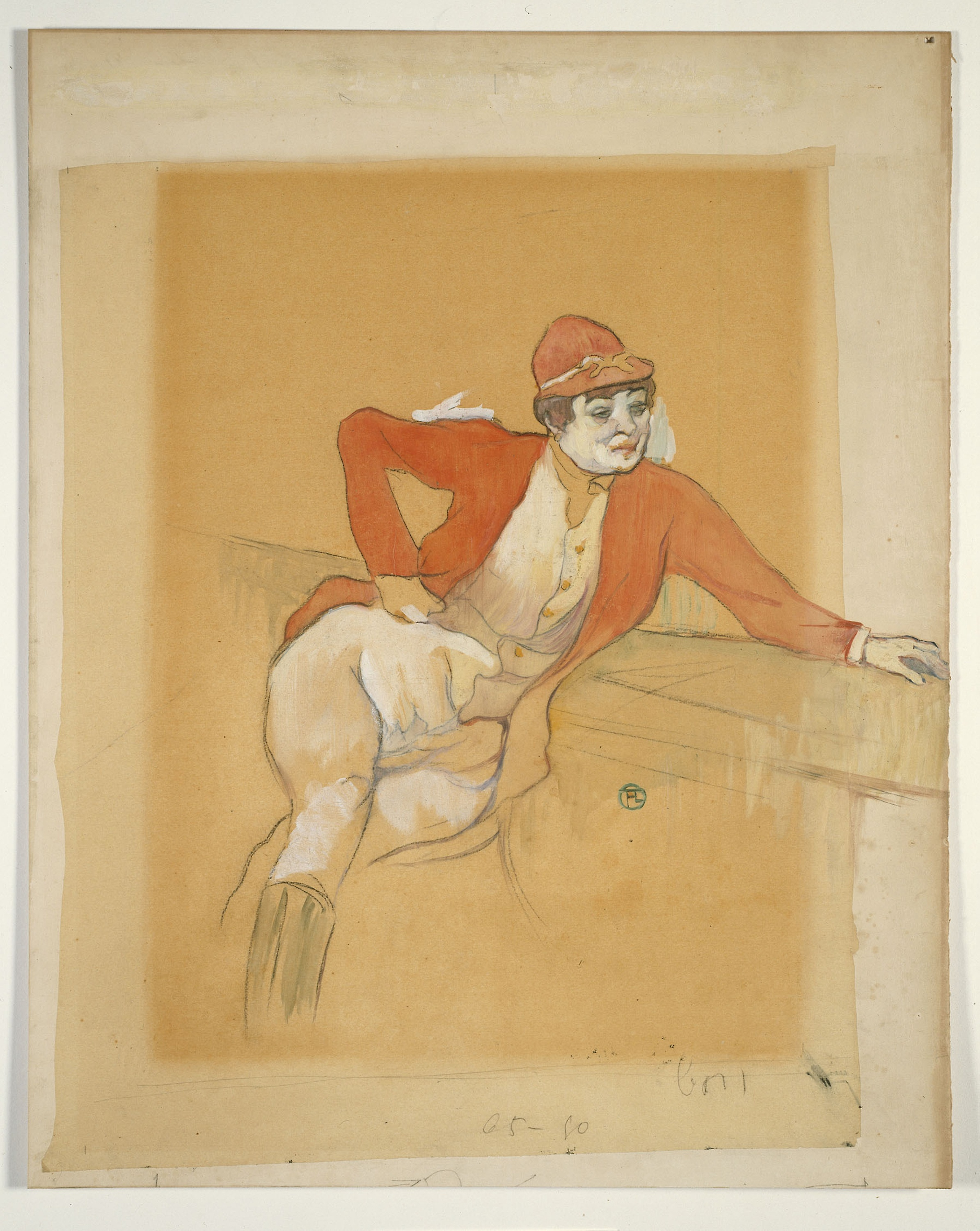
La Macarona dans un costume de jockey (1893)
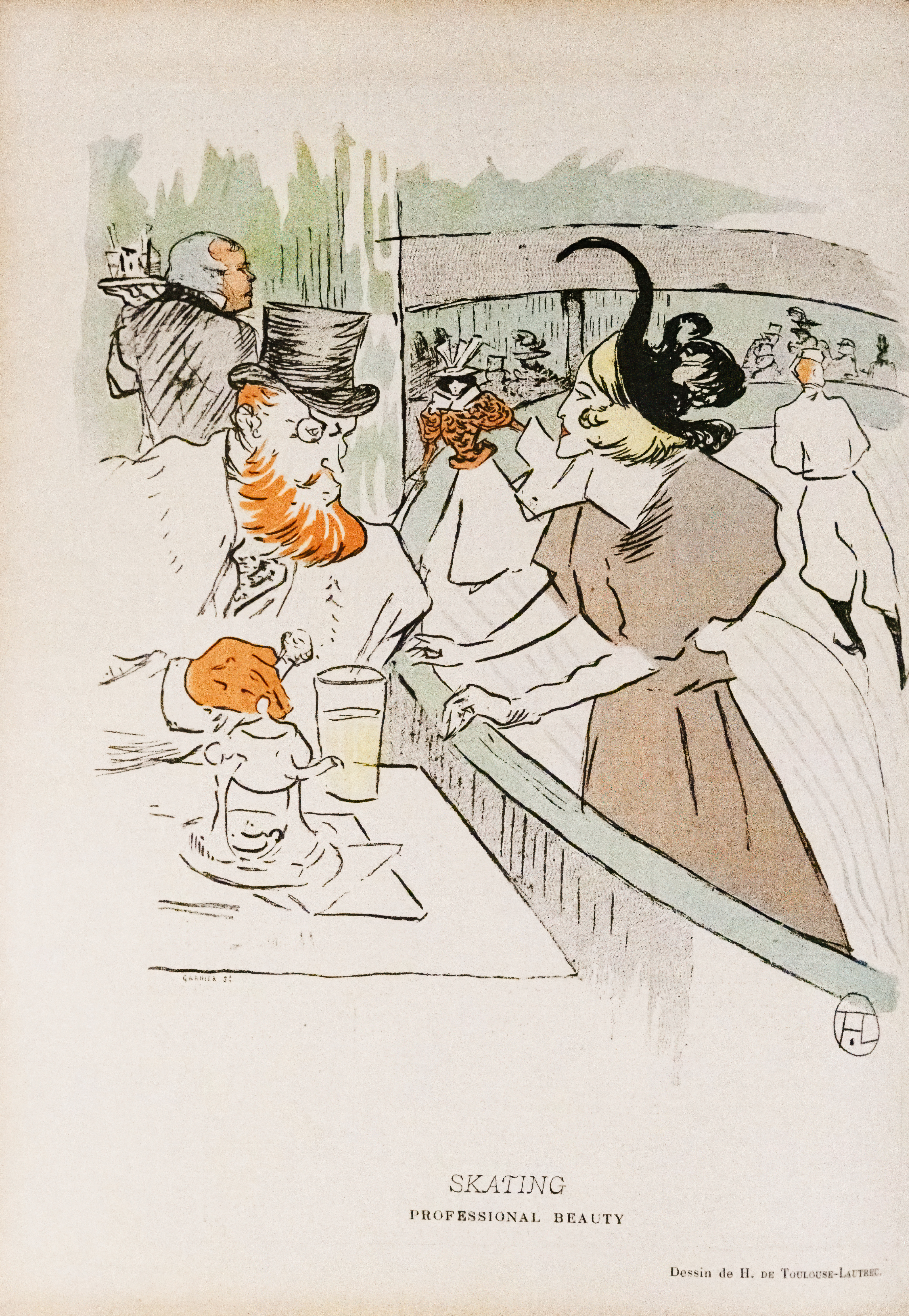
Au Palais des Glaces (1896) représentant Édouard Dujardin et Liane de Lancy.
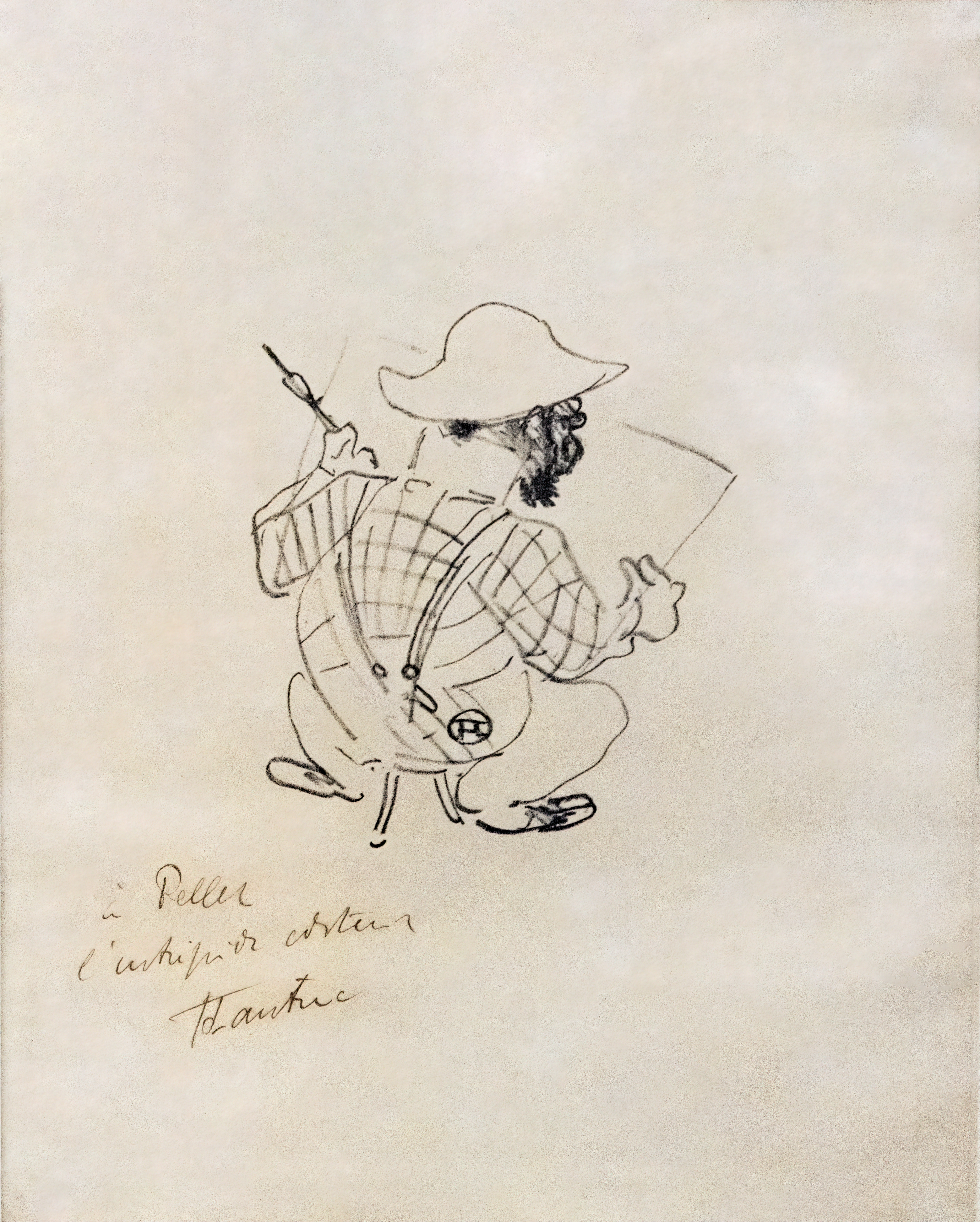
Autoportrait (1896) Musée Toulouse-Lautrec
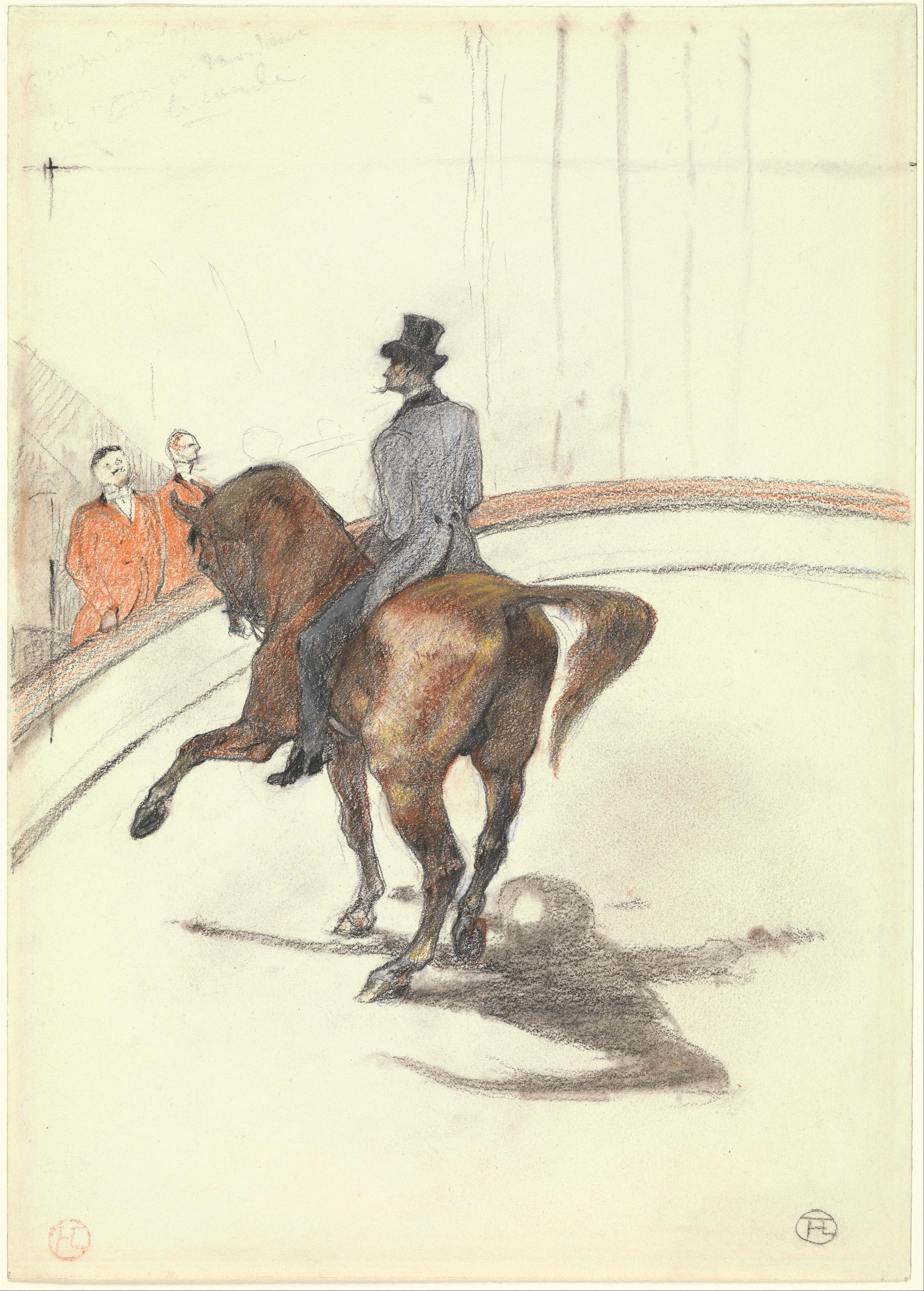
Au Cirque - Le Pas espagnol (1899)

### Lithographies et gravures

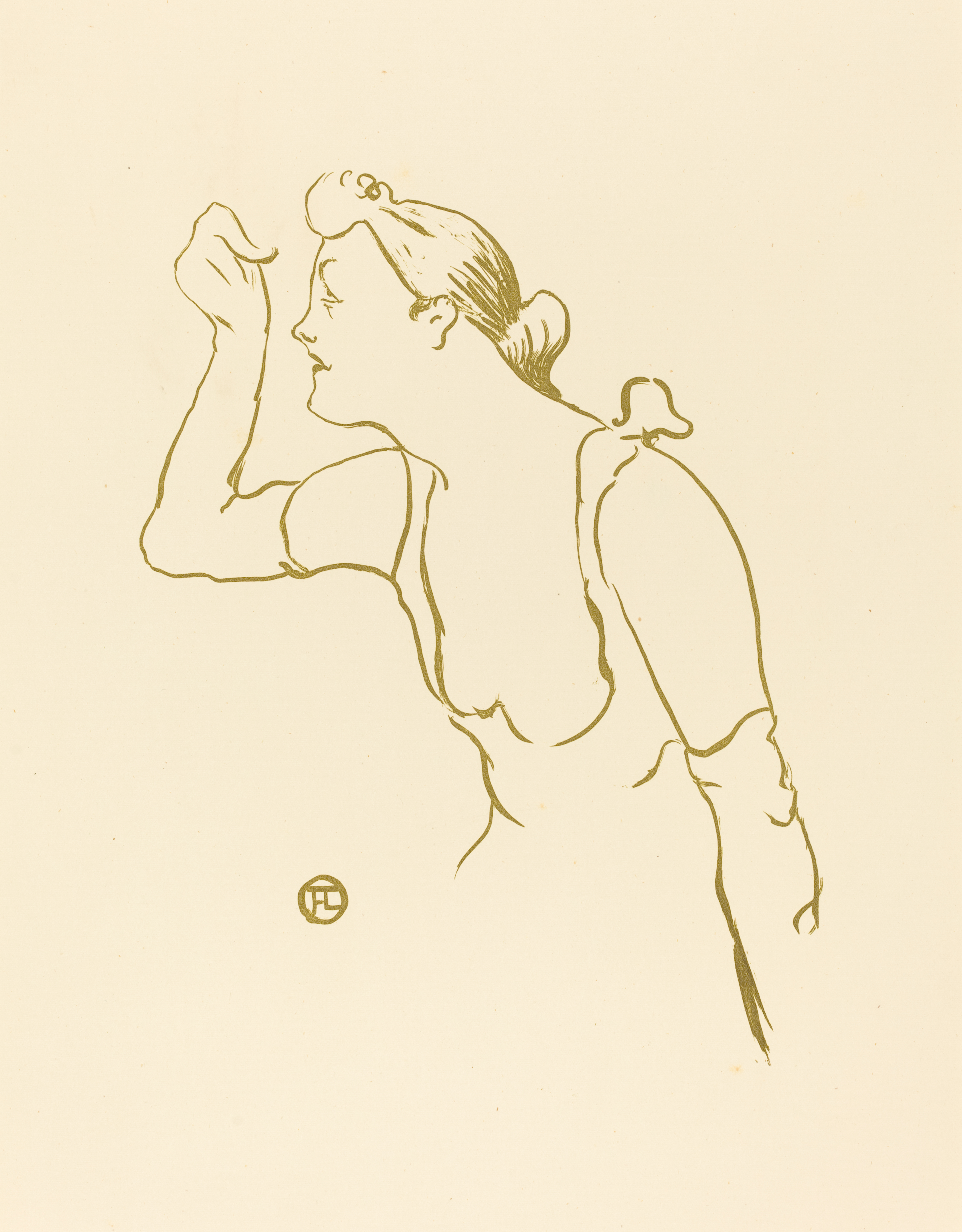
Paula Brebion. Le Café Concert (André Marty, 1893).
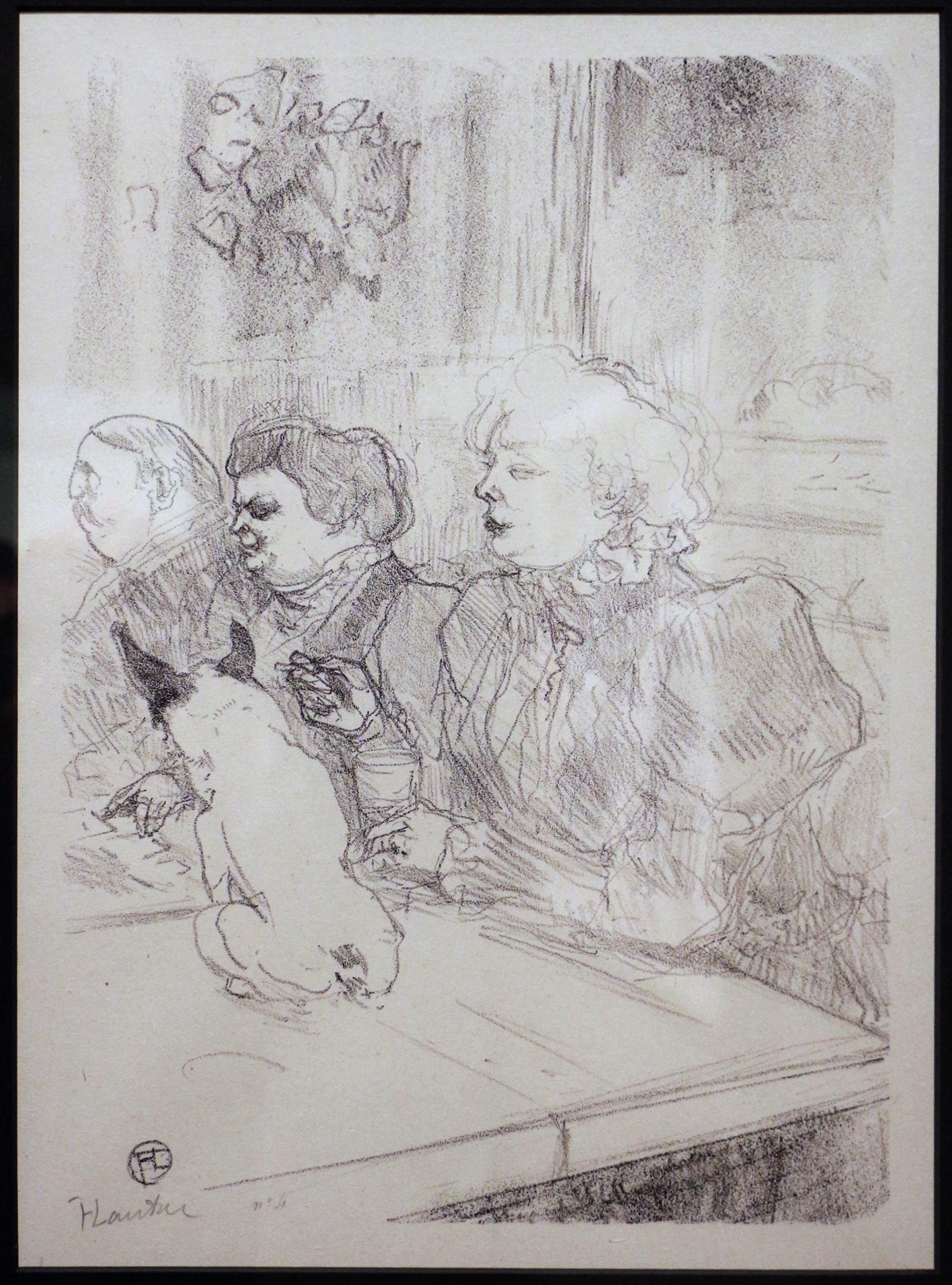
À la Souris, Madame Palmyre (1897), Musée Carnavalet
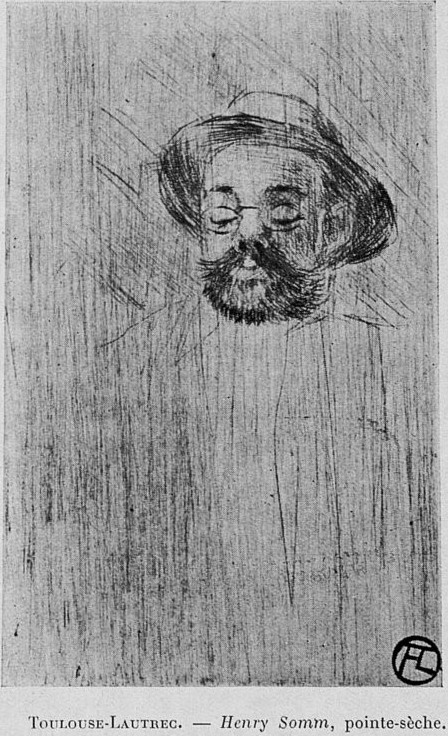
Henry Somm, pointe-sèche
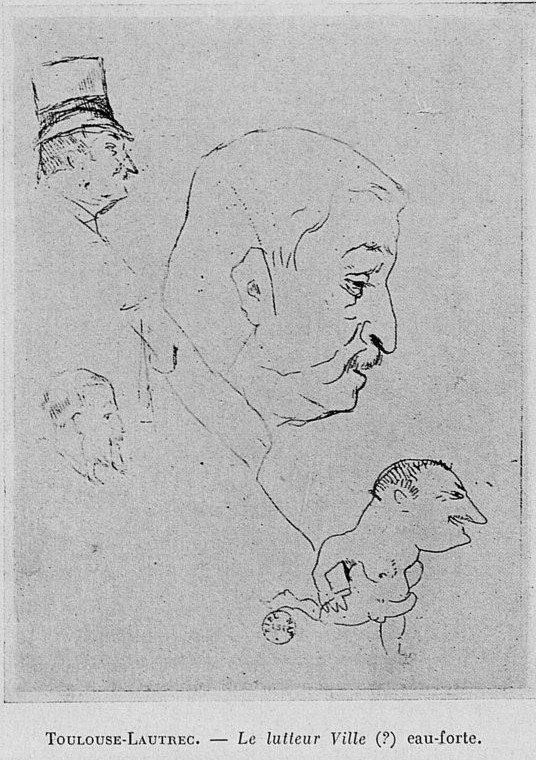
Le lutteur Ville. eau-forte

### Ouvrages et publications illustrés
On compte des couvertures de partitions musicales, de livres illustrés, ainsi que des vignettes, sans compter les planches éditées pour des albums lithographiés.
- L'Escarmouche, revue dirigée par Georges Darien, ill. avec Henri-Gabriel Ibels, Paris, Hayard éditeur, lancée le 12 novembre 1893, 11 numéros.
- Gustave Geffroy, Yvette Guilbert, 16 lithographies, Paris, Éditions de L'Estampe moderne, 1894.
- Julien Sermet, Les courtes joies, préface de Gustave Geffroy, Paris, Joubert, 1897.
- Jean de Tinan, L'Exemple de Ninon de Lenclos amoureuse, roman, couverture lithographiée, Paris, Éditions du Mercure de France, 1898.
- Arthur Byl et Louis Marsolleau, Hors les Lois. Comédie en un acte en vers, couverture lithographiée, Paris, P.-V. Stock, 1898.
- Georges Clemenceau, Au pied du Sinaï, 10 lithographies, Paris, Henri Floury, 1898.
- Jules Renard, Histoires naturelles, 22 lithographies, Paris, éd. Henri Floury, 1899.
- Paul Leclercq, Jouets de Paris, couverture lithographiée, Paris, Librairie de la Madeleine, 1901.

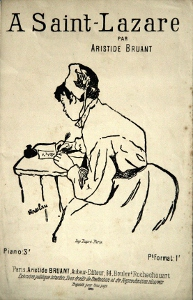
À Saint-Lazare (partition, vers 1892).
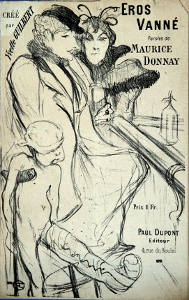
Éros vanné (partition, 1894).

## Portraits photographiques de Toulouse-Lautrec
Maurice Guibert, Maurice Joyant et Paul Sescau ont photographié l'artiste.

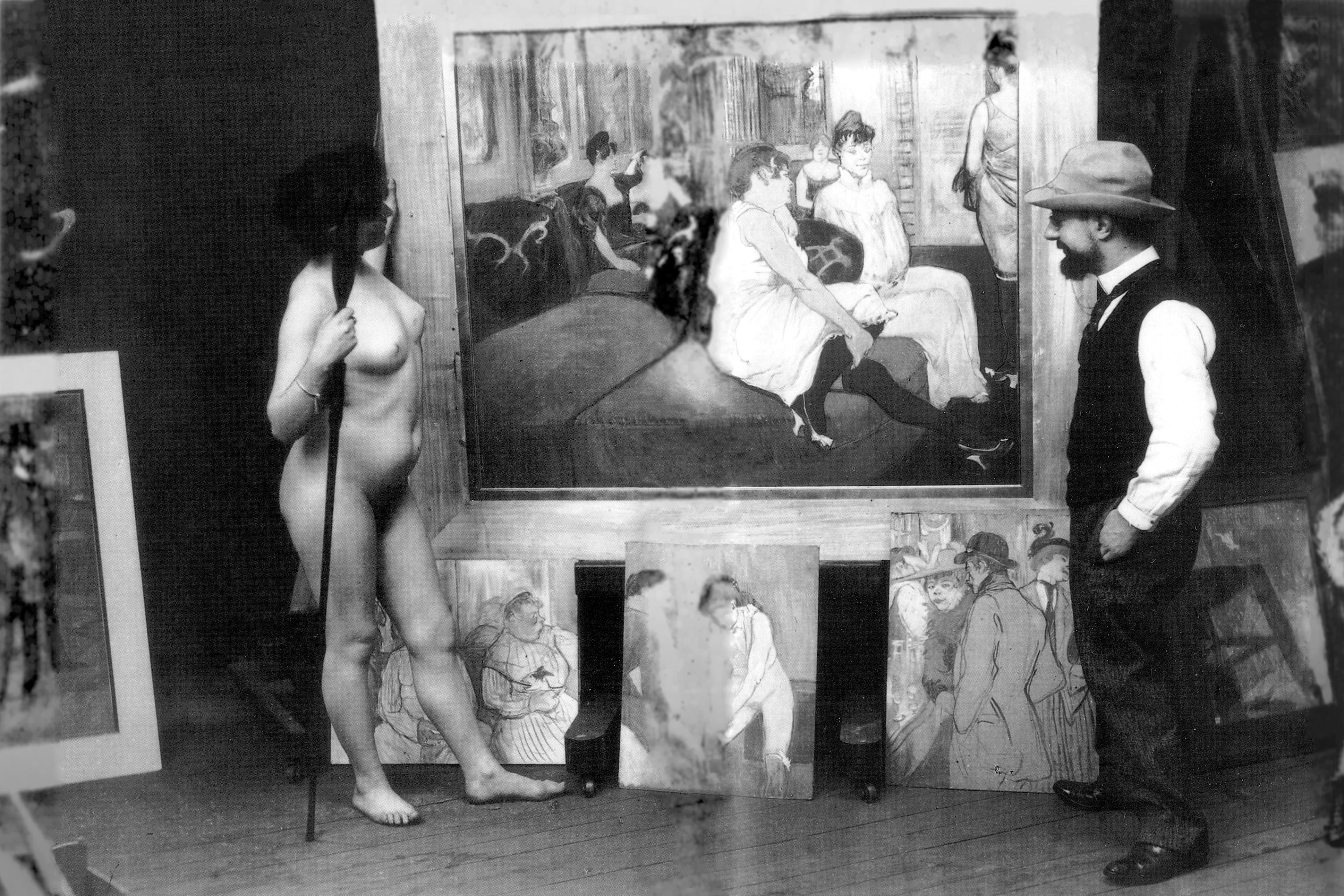
Toulouse-Lautrec dans son atelier, 1895.
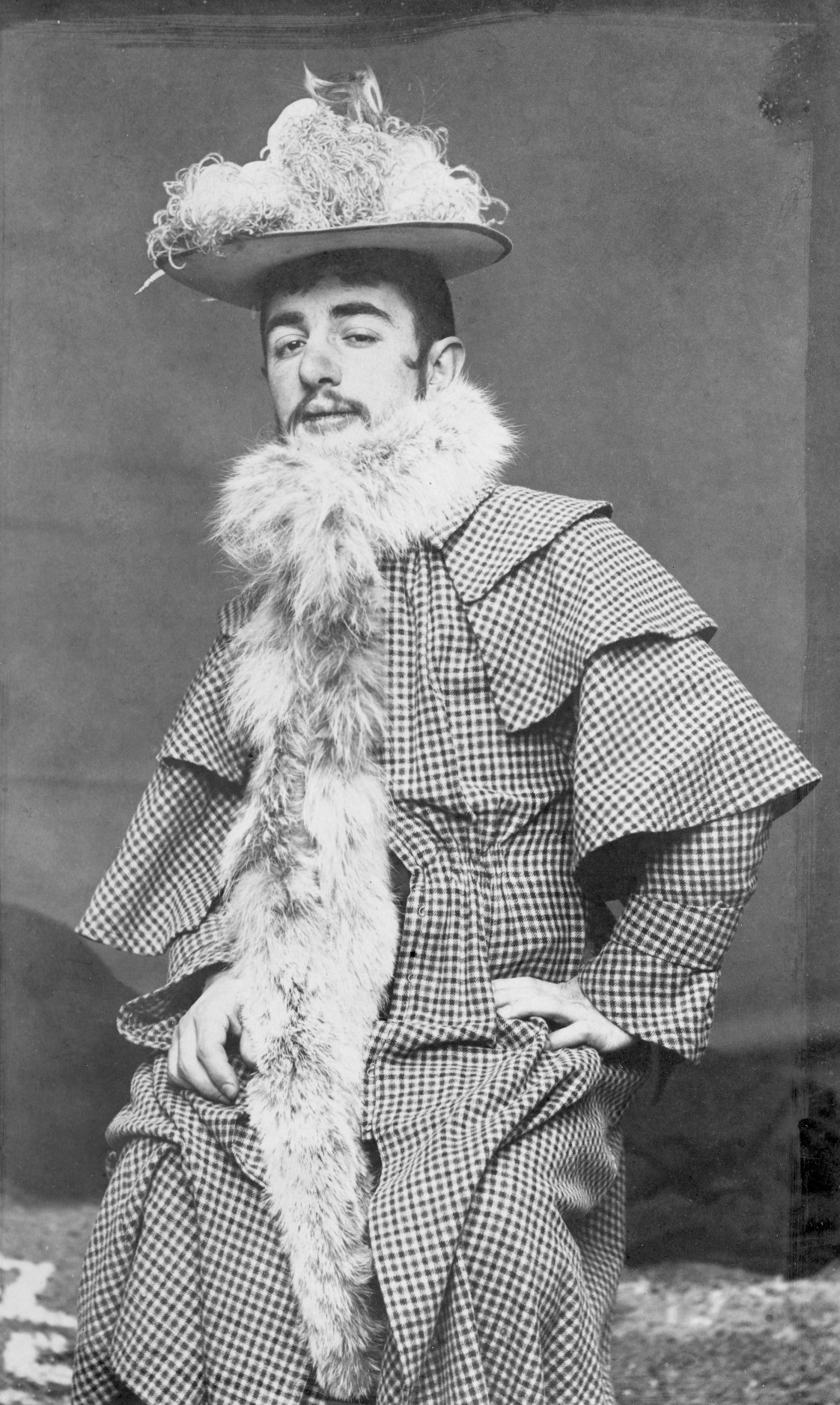
Toulouse-Lautrec portant le chapeau et le boa de Jane Avril, vers 1892.
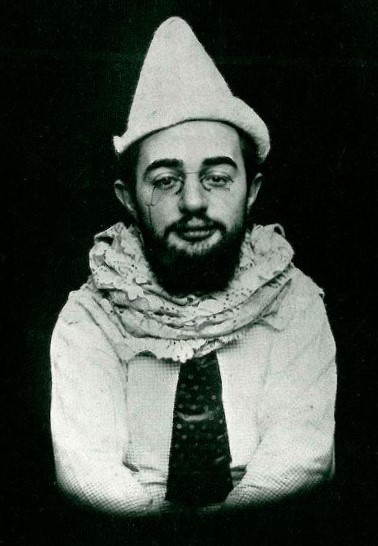
Toulouse-Lautrec en Pierrot.
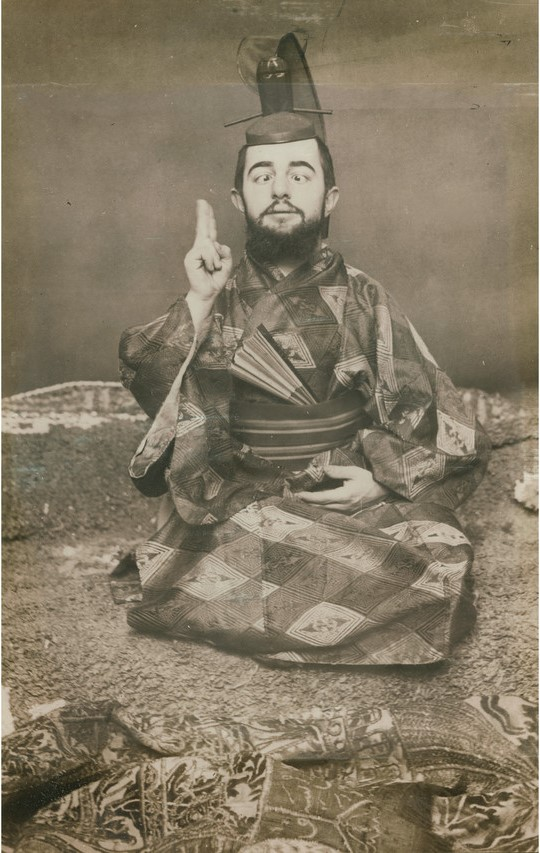
Toulouse-Lautrec louchant, en habit japonais, vers 1892.

## Œuvres dans les collections publiques
- Albi, musée Toulouse-Lautrec.

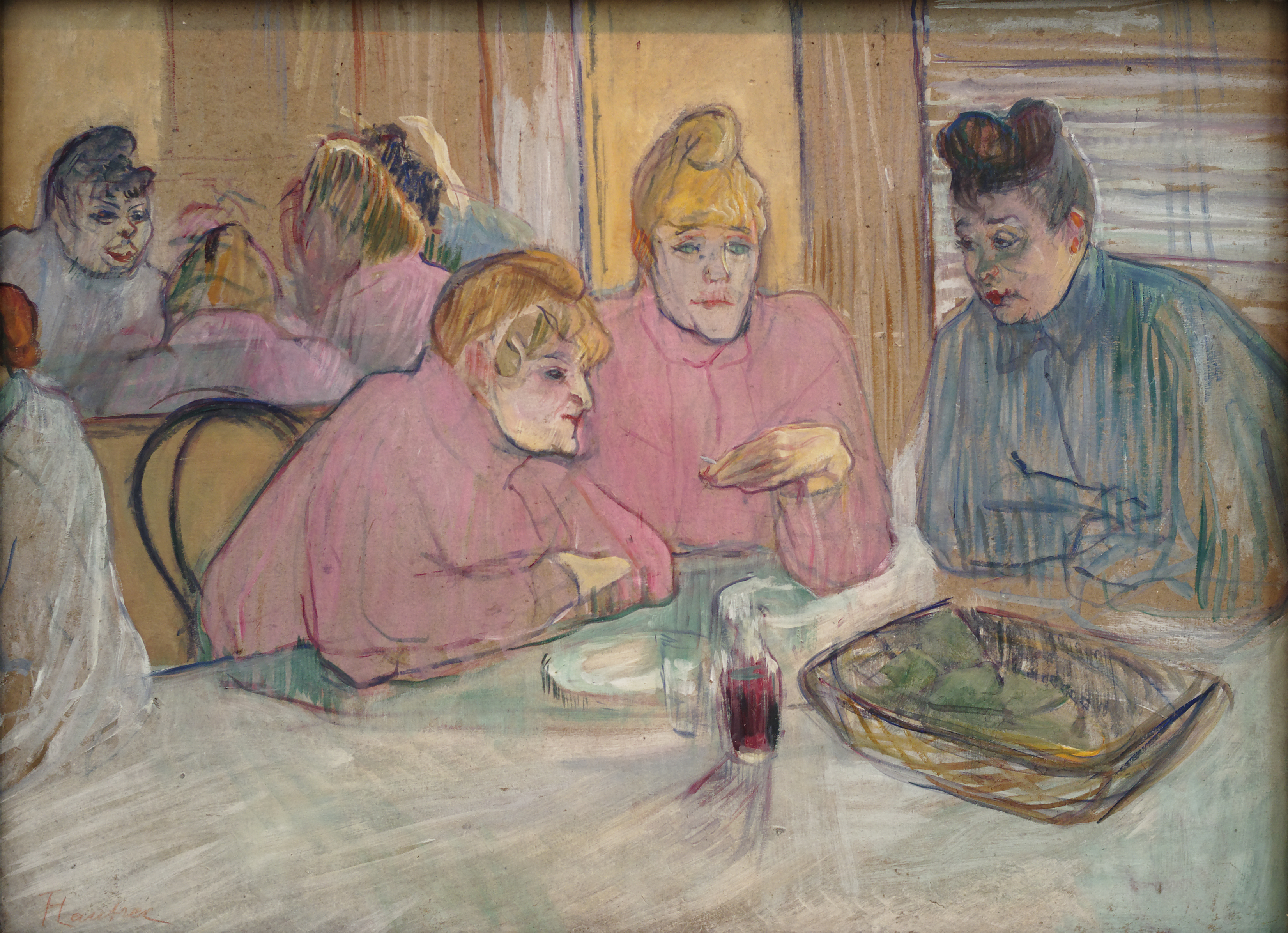
Ces dames au réfectoire, musée des beaux-arts de Budapest.

- Québec, Musée national des beaux-arts du Québec[38]
- Paris :
  - musée d'Orsay ;
  - musée de Montmartre ;
- Toulouse ;
  - Musée des Augustins ;
  - Fondation Bemberg.

## Dans les arts et la culture populaire

### Filmographie

#### Cinéma
Dans Les Aristochats, un chaton est baptisé « Toulouse » en son honneur.
Dans le film Lautrec (1998), réalisé par Roger Planchon, Henri de Toulouse-Lautrec est interprété par Régis Royer. Le film a reçu trois nominations aux César en 1999.
Il est également interprété par John Leguizamo dans le film australien Moulin Rouge! (2001), réalisé par Baz Luhrmann, et par José Ferrer dans Moulin Rouge (1952), réalisé par John Huston.
En 2011, il apparaît dans le film de Woody Allen Minuit à Paris, interprété par Vincent Menjou-Cortès.
En 2018, dans le film d'animation Dilili à Paris, Toulouse-Lautrec dessine avec la jeune héroïne dans le cadre du Moulin-Rouge.

#### Télévision

##### Téléfilm
En 2010, dans Le vernis craque, téléfilm en deux parties, on peut voir Henri de Toulouse-Lautrec est interprété par le comédien Laurent Lévy.

##### Série
En 2021, il est un des personnages principaux (interprété par Bruno Solo) dans l'épisode Danse de Sang de la série L'Art du Crime sur France 2.

### Théâtre
En 2012, les dernières années de sa vie sont mises en scène par Maurice Lamy dans le spectacle Toulouse Lautrec au théâtre Darius Milhaud à Paris (jusqu'au 30 juin).

### Littérature

#### Bande dessinée
Depuis 2004, Gradimir Smudja a réalisé une série, Le Cabaret des muses, avec Toulouse-Lautrec comme personnage principal (éditions Delcourt).
Il est également le personnage principal de la bande dessinée Toulouse-Lautrec, publiée aux éditions Glénat (collection « Les Grands peintres »).

#### Manga
Dans le manga Claymore, la région centrale du monde est appelée Toulouse alors que la région occidentale est appelée Lautrec, probablement en hommage au peintre.

### Homonymie

#### Astronomie
L'astéroïde (11506) Toulouse-Lautrec est nommé en sa mémoire.

#### Bâtiments
En 1972, un lycée est fondé en son nom : le lycée Toulouse-Lautrec de type EPLE, également EREA). Il s'agit du premier internat en France dédié à l'intégration des élèves en situation de handicap.
Une série éponyme, produite par TF1, se déroule au sein de cet établissement.

#### Bases de données et dictionnaires
- Ressources relatives aux beaux-arts :   - AGORHA
  - Art Institute of Chicago
  - Art UK
  - Artists of the World Online
  - Auckland Art Gallery
  - Bénézit
  - Bridgeman Art Library
  - British Museum
  - Collection de peintures de l'État de Bavière
  - Galerie nationale de Finlande
  - Grove Art Online
  - J. Paul Getty Museum
  - Kunstindeks Danmark
  - MNBAQ
  - Musée d'art Nelson-Atkins
  - Musée d'Orsay
  - Musée des beaux-arts du Canada
  - Musée national du Victoria
  - Musée Städel
  - Musée Thyssen-Bornemisza
  - Museo Nacional de Artes Visuales
  - Museum of Modern Art
  - National Gallery of Art
  - Nationalmuseum
  - Österreichische Galerie Belvedere
  - RKDartists
  - Tate
  - Te Papa Tongarewa
  - Union List of Artist Names
- Ressources relatives au spectacle :   - Archives suisses des arts de la scène
  - Les Archives du spectacle
- Ressources relatives à la musique :   - Discogs
  - MusicBrainz
- Ressource relative à la littérature :   - Internet Speculative Fiction Database
- Ressource relative à la santé :   - Bibliothèque interuniversitaire de santé
- Ressource relative à plusieurs domaines :   - Radio France
- Ressource relative à la bande dessinée :   - Comic Vine
- Ressource relative à la recherche :   - Isidore
- Notices dans des dictionnaires ou encyclopédies généralistes :   - Britannica
  - Brockhaus
  - Den Store Danske Encyklopædi
  - Deutsche Biographie
  - Enciclopedia italiana
  - Enciclopédia Itaú Cultural
  - Gran Enciclopèdia Catalana
  - Hrvatska Enciklopedija
  - Internetowa encyklopedia PWN
  - Larousse
  - Nationalencyklopedin
  - Store norske leksikon
  - Treccani
  - Universalis
  - Visuotinė lietuvių enciklopedija
- Notices d'autorité :   - VIAF
  - ISNI
  - BnF (données)
  - IdRef
  - LCCN
  - GND
  - Italie
  - Japon
  - CiNii
  - Espagne
  - Belgique
  - Pays-Bas
  - Pologne
  - Israël
  - NUKAT
  - Catalogne
  - Suède
  - Vatican
  - WorldCat